# Période des Printemps et Automnes
Vous lisez un « article de qualité » labellisé en 2012.
Sauf précision contraire, les dates de cet article sont sous-entendues « avant l'ère commune » (AEC), c'est-à-dire « avant Jésus-Christ ».
La période des Printemps et Automnes ou période Chunqiu (pinyin Chūnqiū sin. 春秋) désigne, dans l'histoire de Chine, la première partie de la dynastie des Zhou orientaux (Dong Zhou 東周, 771-256 av. J.-C.), c'est-à-dire une période allant d'environ 771 à 481/453 av. J.-C. Elle tire son nom des Annales des Printemps et Automnes, une chronique des événements survenus entre 722 et 481 av. J.-C. issue des scribes de l'État de Lu mais concernant aussi les autres États.
Durant la période des Zhou de l'Ouest (c. 1045-771 av. J.-C.), les nombreux petits États qui s'étendent dans la vallée du fleuve Jaune et ses alentours jusqu'au cours du fleuve Bleu connaissent sous l'égide des rois Zhou un régime qui a pu être qualifié de « féodal », reposant sur les liens de parenté et d'allégeance entre lignages aristocratiques, dont les pratiques rituelles sont dominées par le culte des ancêtres. Mais après la prise de leur capitale en 771 av. J.-C. et son déplacement plus à l'est, les nouveaux rois Zhou « orientaux » n'exercent plus qu'une autorité symbolique, et s'affirment alors des princes puissants qui exercent temporairement la fonction d'« hégémon », leur assurant la direction de coalitions militaires regroupant plusieurs principautés. Mais aucune des grandes puissances (Qi, Jin, Chu, Qin, Wu, Yue) n'arrive jamais à exercer une hégémonie durable et à regrouper tous les pays Zhou sous sa coupe, entraînant progressivement la Chine dans une phase de conflits de plus en plus aigus.
Cette évolution politique s'accompagne d'évolutions sociales et culturelles, surtout évidentes à partir de la seconde moitié du VIIe siècle av. J.-C. : d'abord fidèles aux traditions héritées de la période des Zhou occidentaux, avec une culture relativement homogène, les principautés dégagées de l'autorité et l'influence dominante de l'ancien centre politique et culturel affirment leur autonomie. Cette période voit donc des cultures régionales émerger, visibles notamment dans l'art et les pratiques funéraires, tandis qu'un nouvel ordre politique se met lentement en place, substituant à l'ancien ordre fondé sur des rapports personnels et les lignages, une nouvelle organisation politique et sociale plus abstraite et systématique, qui est consacrée par la suite sous les Royaumes combattants. Les modes de pensée évoluent aussi à la fin de la période, avec notamment la figure de Confucius qui, tout en se voulant un restaurateur de l'ancienne tradition Zhou, pose les bases d'une nouvelle façon de penser l'homme et l'action politique.

## Sources

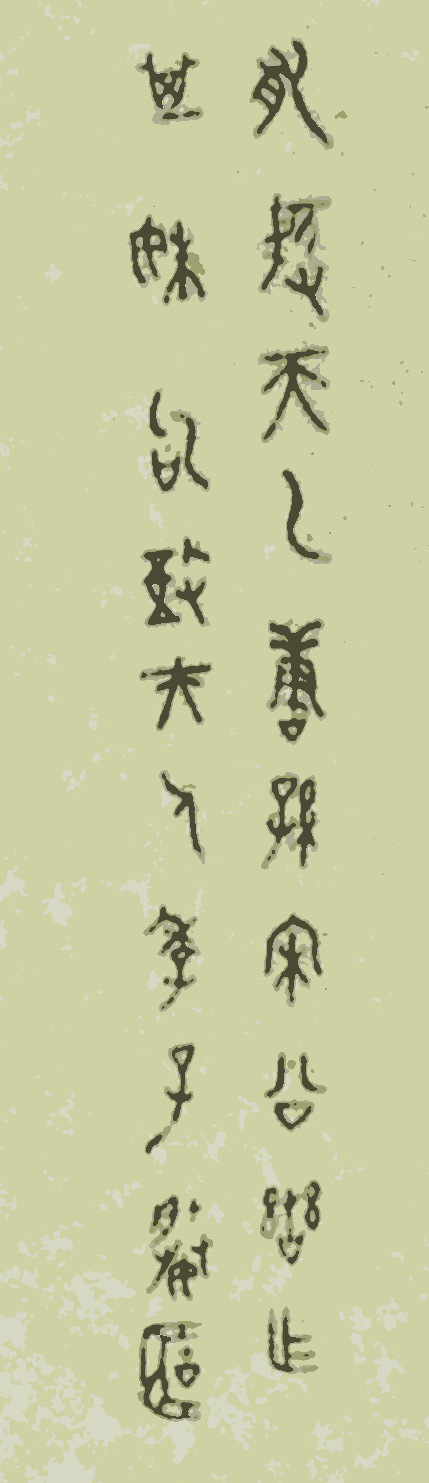
Copie d'une inscription sur un objet en bronze provenant d'une tombe de Hougudui (xian de Gushi, Henan), début du

Les sources principales sur la période des Printemps et Automnes sont les écrits historiographiques traditionnels rédigés durant la Chine antique. Les Annales des Printemps et Automnes du pays de Lu, qui ont donné leur nom à la période, sont une chronique historique décrivant de façon sèche des événements survenus entre 722 et 481. Ce texte a joui d'un grand prestige dans l'histoire ultérieure de la Chine, la tradition confucéenne considérant qu'il avait été remanié par Confucius et qu'il fallait y rechercher des interprétations moralisantes derrière les faits décrits. Il a donc fait l'objet de nombreux commentaires (et c'est par leur biais qu'il s'est conservé). Le Commentaire de Zuo (Zuo Zhuan) constitue la meilleure source pour reconstruire les événements et pratiques politiques de la période allant de 722 à 468. Il s'agit d'un texte de  forme narrative, qui rapporte notamment les discours des protagonistes. Compilé vers le milieu du IVe siècle, il a longtemps été présenté comme un commentaire des Annales des Printemps et Automnes, mais le commentaire couvre une période légèrement plus longue et la relation entre les deux textes n'est pas aussi claire que le veut la tradition. C'est un texte à finalité moralisatrice, dont la rédaction tardive pose problème pour savoir dans quelle mesure il permet de bien saisir le climat intellectuel de la période. Il en va de même pour les autres textes de la tradition historiographique chinoise couvrant la période, le Mémoires historiques de Sima Qian (145-86) ou les Adages des Royaumes (Guo Yu) qui fournissent quelques informations complémentaires. Les Annales de Bambou (Zhushu Jinian), chronique historique essentiellement factuelle, couvre également la période.
Les fouilles archéologiques ont permis de faire progresser considérablement les connaissances sur la période des Printemps et Automnes. Depuis la découverte de la tombe princière de Lijialou dans le Henan en 1923 et de ses magnifiques vases en bronze, des milliers de sépultures des VIIIe – Ve siècles ont été mises au jour dans les différentes parties du territoire chinois couvert par les États de cette période. Parmi le matériel exhumé, les nombreux vases rituels en bronze sont les sources majeures : ils intéressent évidemment l'histoire des techniques et l'histoire de l'art, mais aussi l'histoire religieuse par leur utilisation rituelle, l'histoire sociale en tant que marqueurs du rang de leurs détenteurs, tandis que les inscriptions que comportent plusieurs d'entre eux apportent des compléments d'information très utiles sur ces aspects. Aux côtés des tombes, quelques sites urbains ont été fouillés. Dans tous les cas, ce sont essentiellement les restes matériels laissés par les élites qui sont connus, ne contrebalançant pas le biais des sources écrites qui sont déjà le produit de ce milieu.

## Cadre géopolitique et culturel

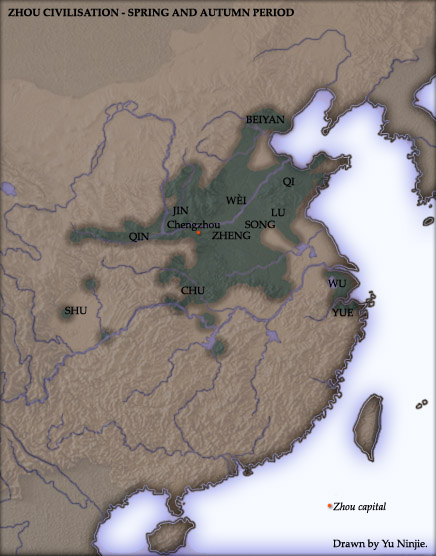
Localisation des principaux États de la période des Printemps et des Automnes.

La Chine du début de la période des Printemps et Automnes est composée d'un nombre difficilement quantifiable de principautés (peut-être jusqu'à 200) se répartissant en gros autour des bassins du fleuve jaune et du fleuve bleu. Le premier est à proprement parler le foyer de la civilisation chinoise telle qu'elle s'est construite sous la domination de la dynastie Shang et de la dynastie Zhou depuis le milieu du IIe millénaire. Cette partie « centrale », qui exerce une forme de primauté culturelle, souffre d'une faiblesse politique en raison de son extrême fragmentation territoriale, et subit de plus en plus la loi des puissances qui émergent à sa périphérie, dont la culture mélange les traits de celle de la Plaine centrale à des traditions spécifiques et une influence des peuples « barbares ». Ces derniers sont moins intégrés dans le jeu politique de la période, sans pour autant en être absents. Les principaux acteurs politiques se réclament d'une communauté similaire, issue de l'ancien système dominé par les Zhou, nombre de dynasties régnantes aux ancêtres fondateurs (réels ou imaginaires) ayant été établis par les rois Zhou, et conservent une forme d'allégeance symbolique envers ceux-ci en dépit de leur déclin politique. Cela constitue l'élément majeur de la cohésion des « pays Zhou », qui forment une communauté politique et culturelle liée par des relations permanentes.

### Les États de la Plaine centrale
La Plaine centrale correspond à la plaine alluviale du fleuve Jaune à l'est de sa « boucle » et à sa confluence avec la rivière Wei. Ces pays se voient comme les gardiens des plus anciennes traditions, ceux où s'établit la maison royale Zhou après qu'elle eut été chassée de son foyer, le bassin de la Wei. S'y trouvent de nombreuses principautés, qui perdent peu à peu leur puissance politique. Parmi les plus importantes, on compte Zheng qui exerce un grand rôle au début de la période, Song dont la famille régnante est issue de l'ancienne dynastie Shang, Wei, ainsi que le pays de Lu, d'où est originaire Confucius.

### Les puissances «périphériques»
Les grandes puissances politiques et militaires des Printemps et Automnes et des Royaumes combattants s'affirment dans des pays situés en périphérie de la Plaine centrale. Certains (en particulier Qin et Chu) sont parfois considérés par les gens de cette dernière comme des semi-barbares en raison de certaines spécificités culturelles qui détonent avec les traditions héritées de la période des Zhou occidentaux, même s'ils partagent les principaux aspects de la culture Zhou, qui font que leur originalités sont plutôt à interpréter comme des régionalismes.
Les principales puissances de ces régions sont :
- Qi au nord-est dans la basse vallée du fleuve Jaune (l'actuel Shandong) ;
- Jin dont le centre est dans la vallée de la Fen, qui s'étend entre le plateau de Lœss et la plaine alluviale du fleuve Jaune ;
- Qin dans la vallée de la Wei (l'ancien fief des Zhou occidentaux) ;
- Chu au sud, autour du cours moyen du Yangzi.

Le dernier a la particularité d'exercer une hégémonie sur plusieurs principautés, constituant une sorte de pendant méridional des hégémons de la plaine du fleuve Jaune, et de ne jamais reconnaître l'autorité du roi Zhou auquel il n'a jamais été soumis. Il est plus tard concurrencé par les puissances émergeant dans le Bas-Yangzi, Wu puis Yue. Un autre État important des régions excentrées est Yan au nord-est, qui est peu actif dans la vie politique des pays Zhou.
Ces royaumes situés en périphérie du monde des Zhou avaient plusieurs avantages qui leur ont permis de devenir dominants militairement : ils bénéficiaient souvent de la protection de barrières naturelles (rivières, montagnes), et pouvaient s'étendre en direction des espaces situés à l'extérieur de la communauté Zhou, où les entités politiques « barbares » étaient souvent des proies plus aisées que les royaumes de la plaine Centrale, ces conquêtes leur offrant des moyens économiques et humains supplémentaires pour affirmer leur puissance.

### Les «Barbares» et l'expansion de la culture Zhou
Les pays Zhou situés dans les régions périphériques voisinent plusieurs peuples jugés comme « Barbares », qui vivent aux marges de leurs territoires. Les textes leur attribuent des traits qui rejoignent ceux des Barbares des auteurs Grecs et Latins antiques : vice, lâcheté, absence d'organisation sociale (mais qui peuvent être moralisés). Cela reflète une évolution de la conception de l'identité « chinoise », communauté désignée notamment par l'expression Hua Xia dans les textes de l'époque, caractérisée par l'origine et la culture communes des royaumes issus de la période des Zhou de l'Ouest, qui renforçaient leur cohésion en se définissant par l'exclusion de cet « autre » de leur communauté.
Ces peuples jouent cependant un rôle important dans la vie des pays Zhou, pas seulement par les conflits (en sachant qu'ils pouvaient aussi s'allier avec les princes chinois), mais également par des relations diplomatiques régulières, des influences culturelles, ou tout simplement parce que des gens de ces peuples (paysans notamment) vivent sur le territoire de certains États Zhou. Les textes indiquent d'ailleurs que l'on pouvait trouver de ces groupes dans la plaine Centrale. Quatre groupes importants, eux-mêmes subdivisés en plusieurs tribus, sont distingués : les Di au nord, les Rong à l'ouest (parfois groupés avec les précédents aux yeux des Zhou, qui parlent de « Rong-Di »), les Yi à l'est et les Man au sud ; mais Wu et Yue peuvent aussi être considérés comme barbares parfois. L'étude archéologique des régions occupées par ces Barbares, en particulier au nord et au sud-est, permet de faire de ces peuples des objets d'étude à part entière, hors du biais des sources.
Ces peuples font face à l'expansion des puissances comme Jin, Qin et Chu de la même manière que les pays de la Plaine centrale, et c'est sans doute à leur contact que ces principautés conquérantes acquièrent des moyens militaires considérables, notamment en s'étendant sur leurs domaines. Ces États, en particulier Chu, sont des passeurs de la culture Zhou par leur politique de conquête/colonisation et leur influence culturelle, qui s'exerce notamment vers Wu et Yue dont la culture matérielle est en revanche bien différente mais prend de plus en plus des traits Zhou, surtout dans le milieu des élites. Cette expansion culturelle vers ces pays accompagne leur intégration dans le concert politique, notamment parce qu'ils accueillent des ministres Zhou.

## Histoire politique et militaire

### La migration de la maison Zhou vers l'est et son déclin

Localisation des capitales de la dynastie Zhou.

En 771, le roi You de Zhou est vaincu et tué par une coalition montée par le comte de Shen et d'autres seigneurs alliés aux barbares Quanrong venus de l'ouest, qui pillent sa capitale Hao, située dans la vallée de la Wei. Un fils du roi You, Ping (770-720), finit par s'imposer à la tête de la dynastie et s'installe avec sa cour plus à l'est, à Chengzhou (l'actuelle Luoyang) : c'est le début de la période des « Zhou orientaux »,.
Désormais, le souverain n'est plus en mesure d'exercer de façon effective son autorité nominale sur les grands seigneurs de la Plaine centrale. Cette incapacité se révèle dans les tensions qui l'opposent à ses plus puissants vassaux, les ducs de Zheng, qui sont de proches parents de la dynastie royale et exercent la fonction de Premier ministre sous les règnes de Ping et son successeur Huan (719-696). Le duc Zhuang de Zheng (743-701) est un chef de guerre redoutable, qui combat les vassaux récalcitrants et les Barbares au nom du roi Zhou. Mais sa puissance inquiète Ping et Huan, qui lèvent à plusieurs reprises des troupes pour le combattre, sans jamais arriver à l'affaiblir. Cet échec entérine le déclin de la dynastie Zhou, qui n'est désormais plus en mesure de faire face à ses plus puissants « vassaux », sans que ceux-ci remettent pour autant en cause sa domination symbolique.

### L'âge des hégémons
Le déclin de la famille royale offre aux principautés les plus puissantes l'opportunité d’exercer le rôle d'« hégémon » (ba), qui est progressivement institutionnalisé. Il n'y a cependant pas de puissance suffisamment stable pour exercer une hégémonie durable, les renversements incessants d’alliances et l’apparition de nouvelles puissances militaires créant une situation politique instable. Après l'échec de Zheng, les principautés de la Plaine centrale se voient progressivement supplantées par les puissances périphériques dont la domination s’étend à partir de la première moitié du VIIe siècle, et qui exercent le rôle d'hégémon (Qi, Jin, Qin et Chu), posant les bases des grandes puissances militaires de la période des Royaumes combattants.

#### L'hégémonie du duc Huan de Qi
La mort du duc Zhuang en 701 plonge Zheng dans une crise successorale dont profitent ses voisins (notamment Wey et Song) pour rabaisser sa suprématie. Le mérite de poser les bases du système des hégémons revient alors au duc Huan de Qi (685-643) et à son Premier ministre Guan Zhong. Ce dernier est passé à la postérité comme le précurseur des grands réformateurs mettant en place une organisation novatrice permettant à leur royaume de gagner en puissance. Grâce à ses moyens militaires, Qi intervient dans différents conflits à la demande d’autres princes, qui se retrouvent alors liés et doivent reconnaître sa suprématie. En 667, Huan réunit les comtes de Lu, Song, Zheng et Chen, les plus puissants de la Plaine centrale, qui le proclament chef des pays Zhou. Le roi Hui (676-652) lui confère alors le titre d'hégémon, en échange du soutien de Huan dans la querelle successorale qui l'oppose à son frère, qu'appuie le duc de Wey. Les « rebelles » sont châtiés, et la suprématie de Qi est entérinée.
Durant les années de son hégémonie, Qi tire sa légitimité de sa capacité à lutter contre les menaces extérieures pesant sur ses alliés les cités-États Zhou. Les premières sont les tribus barbares qui s’étendent sur les principautés du Nord : il aide Yan face aux tribus Rong, puis Xing et Wey contre les Di. L'autre grande menace pesant sur le monde Zhou est Chu au sud. Son souverain avait adopté le titre de « roi » (wang) en 706, alors qu'il était réservé au monarque de la lignée Zhou ; il marque ainsi son ambition hégémonique, et menace les principautés méridionales (Sui, Zheng, Cai). Ici le succès de Huan est moins évident : Chu est conduit à négocier la paix en 657 après avoir réussi à dresser Cai contre Qi et ses alliés, mais par la suite il continue à s’étendre sur ses voisins. Cela n'empêche pas le prestige de Huan d'être à son sommet, au point qu'il aurait envisagé de rompre avec le roi Zhou pour prendre le même statut que lui.

#### L'hégémonie de Jin
La mort de Guan Zhong puis celle de Huan en 643 sonnent le glas de l'hégémonie de Qi : le royaume plonge dans une crise successorale qui est l'occasion pour d'autres princes de tenter d'affirmer leur prééminence. Le duc Xiang de Song (651-637) cherche ainsi à former une alliance à son profit et se voit reconnaître de façon éphémère comme hégémon, sans succès en raison de l'opposition de Zheng et de l'influence de Chu. Le nouveau duc de Qi, Xiao, n'a guère plus de réussite. Le vide profite alors à Jin, État situé aux franges occidentales de la Plaine centrale, qui s’était étendu et réorganisé depuis le VIIIe siècle sous l'égide d'une nouvelle dynastie. Le duc Xian (676-651) avait renforcé sa puissance, et s'était tenu à l'écart de la ligue dirigée par Qi. Par la suite, le duc Wen de Jin (636-628) se présente comme un appui potentiel au duc de Song pour contrecarrer les ambitions de ses adversaires, Zheng et Chu. C'est aussi à ce moment que le roi Xiang des Zhou s'adresse à Wen pour l'aider après avoir été forcé à l'exil par son frère : le duc de Jin le rétablit et obtient en échange des terres proches du domaine Zhou, s'implantant directement dans la Plaine centrale. Puis il affirme sa puissance face à Chu : en 633 il vient en aide à Song assiégé par le royaume du Sud et ses alliés, puis l'année suivante il mène une coalition à laquelle se joignent son beau-père le duc Mu de Qin (parfois reconnu comme un hégémon) et les ducs de Qi et Song, qui inflige sa première grande défaite à Chu à Chengpu. Nombre de vassaux du vaincu se rallient alors au duc de Jin, qui se voit octroyer le titre d'hégémon à la conférence suivante des princes des grands États Zhou.
Après avoir établi la prééminence de Jin, le duc Wen meurt en 628. Chu conserve sa puissance militaire et ses ambitions d'extension sur les faibles principautés du sud de la Plaine centrale, et son roi Zhuang (613-591), assisté par son ministre Sunshu Ao, réussit même un temps à se faire reconnaître comme hégémon après avoir vaincu Jin lors de la bataille de Bi (597). Parallèlement, Qi et Qin disposent toujours d'une grande puissance et peuvent menacer les deux autres grands États. En dépit de cette situation difficile, Jin réussit à conserver sa position centrale dans le jeu diplomatique et militaire. Pour affaiblir Chu qui reste son principal adversaire, le duc Jing de Jin envoie un ancien ministre de Chu rallié à lui, Wuzhen, dans les pays de Wu situés à l'embouchure du Yangzi Jiang, où il organise les tribus barbares pour envahir plusieurs territoires soumis à Chu. Ce dernier est alors incité à privilégier des rapports pacifiques avec son rival pour les années qui suivent.
Mais les conflits se font plus aigus dans les premières décennies du VIe siècle, au point que le duc de Song, constamment pris entre les rivalités des grandes puissances, convoque en 579 une conférence à laquelle participent les quatre grands, qui acceptent un principe de limitation de leur puissance militaire. Cela n'empêche pas la reprise des conflits peu après, et Jin doit lever une nouvelle coalition pour battre Chu à Yanling en 575. Peu après, un coup d'État survient à Jin, qui conduit au pouvoir le duc Dao (572-558). Celui-ci réussit à être reconnu comme hégémon malgré la rivalité des autres grandes puissances, après avoir soumis les tribus Rong qui sont à nouveau menaçantes au nord. Mais c'est aussi à ce moment que les chefs des lignages nobles de Jin renforcent leur position dans le royaume, affaiblissant la dynastie régnante. Le fils et successeur de Dao, le duc Ping, réussit encore à mener une expédition victorieuse contre Qi, dont la capitale Linzi est prise en 555. Mais il doit faire face à une révolte d’un de ses ministres qui est sur le point de le faire tomber, et ne doit son salut qu'à l'appui d’autres grandes familles de son royaume. La puissance de Jin à l'extérieur ne peut alors que pâtir de ces troubles internes, et Chu réussit à former autour de lui une ligue rivale de celle dont Jin était l'hégémon, avant de s'étendre contre plusieurs des membres de cette dernière. L'incapacité de Jin à réagir marque le basculement définitif dans une période d’« équilibre des puissances » dans laquelle la prétention à la détention de l'hégémonie perd sa signification.

### Équilibre des puissances et guerres aristocratiques

États principaux à la fin de la période des Printemps et Automnes, avant la chute de Wu et l'éclatement de Jin. Le tracé des frontières est discuté et approximatif.

#### Les échecs de Jin et de Chu
Le VIe siècle voit la consécration d'un système sans puissance hégémonique durable, dans lequel Jin, Chu, Qi, Qin, puis les principautés méridionales Wu et Yue gagnent encore plus en force, continuant leur expansion face aux principautés les plus faibles et aux peuples barbares. Le roi Ling de Chu (540-529) fait reconnaître sa puissance durant la dernière décennie du VIe siècle, en réunissant autour de lui plusieurs principautés que l'expansion de Wu menaçait (Lu, Qi, Wey, etc.) et en faisant main basse sur Cai et Chen, deux vieilles principautés importantes de la Plaine centrale. Mais les troubles politiques internes à son royaume (où l’autorité du pouvoir central est en général faible) l'empêchent de réussir. C'est alors à nouveau Jin qui peut présider aux réunions interétatiques, d'autant plus que son allié le roi Helü de Wu (qui bénéficie notamment des conseils du fameux stratège Sun Tzu) remporte plusieurs succès militaires face à Chu, dont il prend la capitale Ying. Cependant, alors que ce dernier est sur le point de s'effondrer, Jin n'est pas en mesure de mener l'expédition qui lui porterait le coup de grâce en raison de ses propres tensions internes. Il plonge même dans la guerre civile durant les premières années du Ve siècle.

#### Les hégémonies éphémères de Wu et de Yue
En 482, le roi Fuchai de Wu (495-473), poursuivant les succès de son prédécesseur contre Chu, Yue (son voisin méridional dont Chu avait cherché l'appui contre lui) et Qi, réussit à prendre la direction des assemblées interétatiques, devenant hégémon aux dépens de son vieil allié Jin dont il se détache pour exercer une politique plus autonome. Mais au moment même où le roi de Wu cherche à se faire reconnaître dans la Plaine centrale, le roi Goujian de Yue (496-465) réussit une première incursion contre lui, aboutissant à la prise de sa capitale. Trop affaibli par les guerres déjà menées, Wu ne peut résister à une seconde offensive en 473, qui se solde par son annexion pure et simple par Yue. Ce dernier, bien que reconnu comme hégémon, ne peut alors pas faire mieux que son prédécesseur et ne parvient pas à s'imposer durablement.

#### L'apogée des conflits entre lignages aristocratiques
Si la période des Printemps et Automnes est constamment marquée par des rivalités internes aux États, opposant les lignages aristocratiques entre eux et aux chefs d'État, celles-ci se font plus aiguës aux VIe – Ve siècles. Elles culminent dans des conflits internes violents qui bouleversent plusieurs États majeurs. Ainsi, les troubles à Jin se prolongent jusqu'à aboutir à l'élimination de plusieurs de ses grandes familles et sa partition entre les trois plus puissantes, les princes de Wei, de Zhao et de Han, consacrée par le roi Zhou en 453. Un peu plus tôt, en 481, le lignage Tian avait réussi à assurer sa suprématie à Qi en éliminant tous ses rivaux et en réduisant considérablement l'autorité de la famille ducale, qui n'a plus qu'une position de fantoche,,. C'est du reste le dernier événement mentionné dans les Annales des Printemps et Automnes, donc le point final de la période des Printemps et Automnes suivant l'historiographie classique. Au regard des critères des historiens modernes, il s'agirait plutôt d'un fait reflétant l'essor de l'aristocratie et la constitution d'un nouvel ordre étatique, qui n'aboutit qu'au siècle suivant.
Il n'y a donc pas de date qui fasse consensus pour marquer la fin de la période des Printemps et Automnes, les évolutions politiques et sociales ne plaidant pas en faveur d’une rupture importante dans le courant du Ve siècle. Quoi qu'il en soit, la période des Royaumes combattants s'ouvre sur un paysage politique dominé par sept ou huit grandes puissances qui reconnaissent de moins en moins l'autorité symbolique du roi Zhou, et quelques dizaines de principautés vassales qui ne sont pour la plupart plus en mesure de jouer un rôle politique significatif et sont vouées à être soumises voire annexées par leurs puissants voisins, dans un contexte de croissance des effectifs militaires et de centralisation étatique marqué par l'émergence d’une nouvelle classe politique et souvent de nouvelles dynasties.

## Modalités des relations entre États
La persistance de la dynastie Zhou et de son autorité morale alors qu'elle n'a plus d'autorité politique ainsi que l'absence d'une puissance capable de se substituer durablement aux anciens maîtres font que la période des Printemps et Automnes aboutit à la constitution d'un espace diplomatique et militaire très animé et relativement homogène. Des principes et des pratiques sont mis en place pour assurer un semblant de stabilité : des rencontres entre princes sont organisées régulièrement, des envois de représentants et des mariages entre dynasties raffermissent les liens, des ligues sont formées autour des plus puissants, les pratiques militaires sont guidées par des principes visant à éviter les violences inutiles. Mais cela n'empêche pas l'instabilité croissante des relations et l'escalade de la violence et des pratiques se souciant peu d'honorabilité, qui sont des caractéristiques majeures de la période des Royaumes combattants.

### Le roi Zhou, les hégémons et les autres princes
La communauté des États de la période des Printemps et Automnes reconnaît la suprématie symbolique du roi Zhou, établi à Chengzhou (Luoyang) depuis 771, et ce en dépit du fait qu'il n'arrive plus à exercer de rôle politique significatif après les dernières tentatives de reprise en main face à Zheng. La primauté dans le jeu politique appartient de fait aux grandes puissances, les « hégémons ». Ce terme est la traduction courante du mot ba, distinction attribuée pour la première fois au duc Huan de Qi, qui cependant n'a pas pu ou voulu aller jusqu'au bout de sa domination militaire en prenant pour lui le rang de roi. La tradition chinoise a reconnu au moins cinq souverains hégémons : Huan, puis le duc Wen de Jin, Xiang de Song, Mu de Qin, Zhuang de Chu, auxquels peuvent être ajoutés Fuchai de Wu et Goujian de Yue.
Mais ces hégémons n'ont en fait jamais dirigé que des « ligues » d'États couvrant une partie plus ou moins vaste des pays Zhou, et jamais leur totalité. En général les États majeurs (Qi, Jin, Chu, Qin, puis Wu et Yue) ne reconnaissent jamais durablement la domination d'un autre. Durant la période de la longue hégémonie de Jin, Chu se constitue ainsi sa propre zone d'influence, au point qu'on peut considérer qu'il y a à ce moment-là un hégémon au Nord et un autre au Sud. Finalement, le roi Zhou, bien que ne jouant aucun rôle militaire, garde la première place sur le plan symbolique, s'appuyant sur le prestige de ses ancêtres fondateurs (le Seigneur Millet, les rois Wen et Wen des Zhou). Il est visité régulièrement par les princes qui lui rendent hommage, lui font des présents qui ont valeur symbolique de tribut ; en retour il leur offre une caution renforçant leur légitimité, en premier lieu celle de l'hégémon qui reçoit son assentiment pour occuper ce poste, souvent en échange d'une aide dans les nombreux troubles affectant le domaine royal (invasions de barbares, disettes, conflits dynastiques). Son rôle est important dans l'unité symbolique des pays Zhou, et de façon significative aucun autre souverain de cet espace culturel n'ose reprendre à son compte le titre de « roi » (wang), qui ne se retrouve que chez les souverains des pays périphériques comme Chu, Yue, Wu, ou les « barbares » Rong, le premier contestant manifestement la suprématie du roi Zhou et cherchant à se constituer sa propre sphère d'autorité à l'image de celle des Zhou, et pas seulement en tant qu'hégémon.
La stabilité symbolique de l'institution royale contraste avec l'instabilité politique des hégémonies, qui est due à la combinaison de plusieurs facteurs : grande volatilité des alliances, qui ont tendance à se retourner contre les plus forts, les empêchant ainsi d'asseoir leur puissance durablement ; incapacité des grandes puissances à se départager militairement, empêchant l'émergence d'un hégémon incontesté ; faiblesses internes des grandes principautés, où le pouvoir central est souvent affaibli et menacé par des lignées nobles. Ainsi se crée un jeu politique très instable, marqué par d'éternels revirements d'alliances, des avantages jamais durablement acquis, et d'éternelles querelles de préséance reposant sur des facteurs de puissance militaire, mais aussi sur des considérations symboliques jamais évacuées, comme l'ancienneté des lignages.

### De nombreux conflits
La fréquence des guerres durant la période des Printemps et Automnes est impressionnante : les Annales des Printemps et Automnes mentionnent 540 conflits entre États et 130 guerres civiles sur 259 années, et cette liste est sans doute incomplète. Ces guerres incessantes s'expliquent par les nombreux revirements d'alliances et la fragmentation territoriale qui génère de nombreux litiges, rapidement généralisés par le jeu des accords diplomatiques et intérêts politiques. De fait, les récits historiographiques évoquent des conflits pouvant éclater pour des raisons très variables, souvent d'apparence anodine : des manquements au savoir-vivre dans les relations entre cours, des querelles de préséance lors d'une rencontre, ou dans un cas extrême la remontée au niveau des princes de Wu et de Chu d'une querelle entre deux femmes de deux villages frontaliers dépendant de l'un et de l'autre, autour de la possession de mûriers.

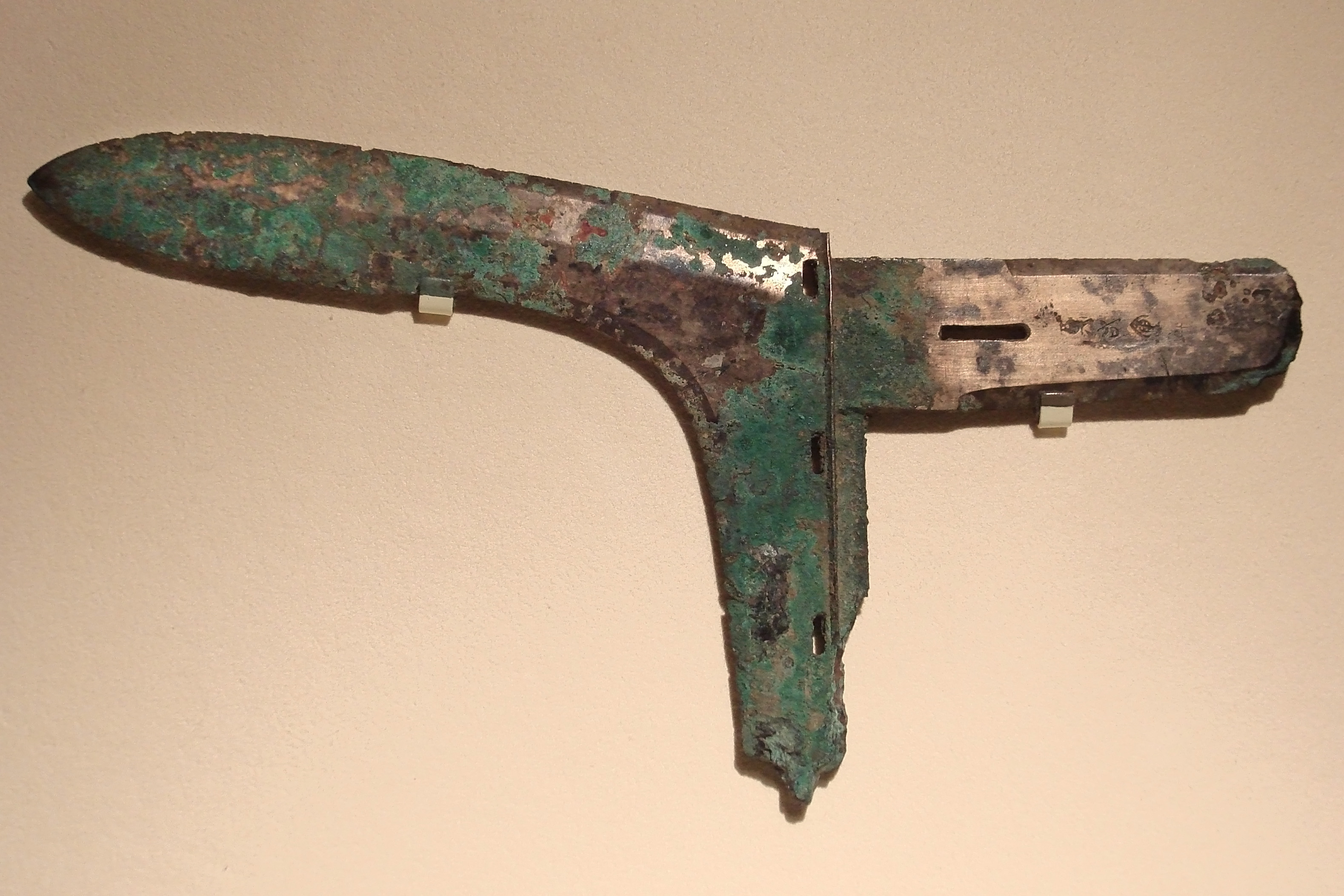
Lame de hache-poignard (ge) en bronze, arme courante sur les champs de bataille de la période des Zhou orientaux.

Ces conflits restent peu violents. Les troupes mobilisées en campagne sont assez limitées en nombre, même chez les plus grandes puissances : durant son hégémonie, le duc Huan de Qi peut ainsi disposer d'environ 30 000 fantassins organisés en armées de 10 000 soldats composées de cinq régiments de 2 000, eux-mêmes divisés en unités de 200 puis 50 et 10 soldats. Il est peu probable que ces troupes aient toutes été mobilisées en même temps lors d'une même campagne. L'arme des fantassins la plus courante est la hache-poignard (ge), constituée d'une lame disposée sur une hampe d'environ un mètre, utilisée pour le corps à corps ; l'épée se répand lentement, notamment à partir des principautés du Sud qui sont connues pour avoir forgé des épées de qualité (Yue, Wu puis Chu). Les troupes de choc des armées de cette époque sont les chars de combat, que les plus grandes puissances peuvent mobiliser par centaines, et qui sont l'arme par excellence des aristocrates. Les combattants montés sur les chars sont armés d'arcs mais aussi de longues hallebardes à plusieurs lames (ji) utilisées pour crocheter leurs adversaires. Les lignages nobles forment l'ossature des troupes, puisqu'ils mobilisent eux-mêmes les unités de base de l'armée dans leurs fiefs. Ils se constituent ainsi des troupes personnelles qui sont souvent mobilisées pour leurs propres besoins, et pas forcément pour celui de leur suzerain. Durant la campagne, le prince discute avec les aristocrates qui l'ont rejoint pour décider des opérations à entreprendre, et parfois un ministre de la guerre influent choisi parmi les grands lignages de l'État peut prendre en personne la direction des troupes.
Si on se fie aux textes antiques (en particulier le Commentaire de Zuo), la principale raison de la faible violence des guerres est le fait que les princes aient peu d'appétence pour les combats acharnés, et cherchent souvent à éviter l'affrontement, se contentant de faire étalage de leur puissance, de leur capacité à mobiliser des alliés, dans le but de forcer leur rival à faire la paix si possible sans combat ou à la suite d'une simple escarmouche. Quand l'affrontement a effectivement lieu, c'est généralement l'occasion pour les nobles montés sur les chars de combat de faire preuve de bravoure et d'attitude chevaleresque, en refusant les comportements immoraux pour faire éclater leur prestige. Ainsi, le duc Xiang de Song refusa par principe d'attaquer les troupes de Chu tant qu'elles n'avaient pas toutes franchi la rivière qui les séparait et qu'elles ne s'étaient pas mises en ordre de bataille, ce qui lui coûta la victoire. Ces attitudes sont mises en avant dans les textes, présentant le combat comme étant une ordalie au cours de laquelle les dieux décident du vainqueur, le meilleur moyen de s'attirer leur faveur étant de respecter la morale, de ne pas pousser trop loin la victoire en massacrant ses adversaires, d'autant plus que la clémence permettait d'éviter de futures vengeances. Comme dans les activités politiques, il convenait également d'accomplir des rituels à différents moments de la campagne, et de consulter les auspices avant de prendre une décision.
Dans les faits, les guerres de cette époque sont peut-être moins courtoises. Plusieurs exemples (dénoncés par les textes antiques) montrent que les règles éthiques ne sont pas toujours respectées, et plusieurs conflits se soldent par l'annexion des pays vaincus par les vainqueurs, expliquant la diminution du nombre d'entités politiques au cours de la période. L'organisation militaire change progressivement au VIe siècle av. J.-C. En lien avec la constitution de nouvelles circonscriptions administratives, des réformes portent sur le recrutement de combattants, instaurant peu à peu un système de conscription de grande envergure (à Lu en 590, à Chu en 548, à Zheng en 538). Dans ce contexte, l'armée s'appuie de moins en moins sur les nobles et la charrerie, et de plus en plus sur la paysannerie et les fantassins. Ainsi en 540 le prince de Jin demande à ses guerriers montant les chars de combattre à pied. On ressent une évolution vers des conflits plus âpres après 500, annonciateurs de la violence et de l'amoralité des batailles de la période des Royaumes combattants (au IVe siècle), quand se sont constituées des troupes de dizaines de milliers de fantassins servant de chair à canon, au cours de combats dans lesquels les stratèges cherchent à affirmer leur supériorité par tous les moyens.

### Rencontres, alliances et solidarités
Les rencontres entre princes et ministres sont monnaie courante durant la période des Printemps et Automnes, jouant un rôle déterminant dans le jeu diplomatique. Les princes et/ou leurs ministres effectuent ainsi de nombreux voyages dans les autres principautés, où ils sont souvent reçus au cours de banquets très formalisés dans lesquels il ne faut surtout pas faire de faute de protocole et de manque de respect, au risque de graves conséquences. La réciprocité est ainsi une règle majeure dans ces contacts. Ces rencontres sont l'occasion de confidences permettant à l'information de circuler, mais aussi d'échanger des présents prestigieux (objets rituels, spécialistes comme des musiciens, serviteurs, etc.) ou de participer à des chasses, complément à l'exercice de l'art militaire. Tout cela renforce l'unité des pays « chinois ».
De façon moins régulière mais avec des conséquences plus importantes, de véritables « conférences » réunissent souvent une dizaine de princes alliés (formant une « ligue ») pour discuter de sujets majeurs. Ces réunions sont formalisées à partir de l'hégémonie de Huan de Qi : elles doivent décider d'un hégémon qui dirigera les discussions, généralement relatives à l'organisation d'expéditions militaires et au versement du tribut à l'hégémon. Les réunions les plus importantes réunissent les princes, leur entourage et leur garde, qui se disposent dans des grands campements. L'ordre de préséance, très important, est discuté.

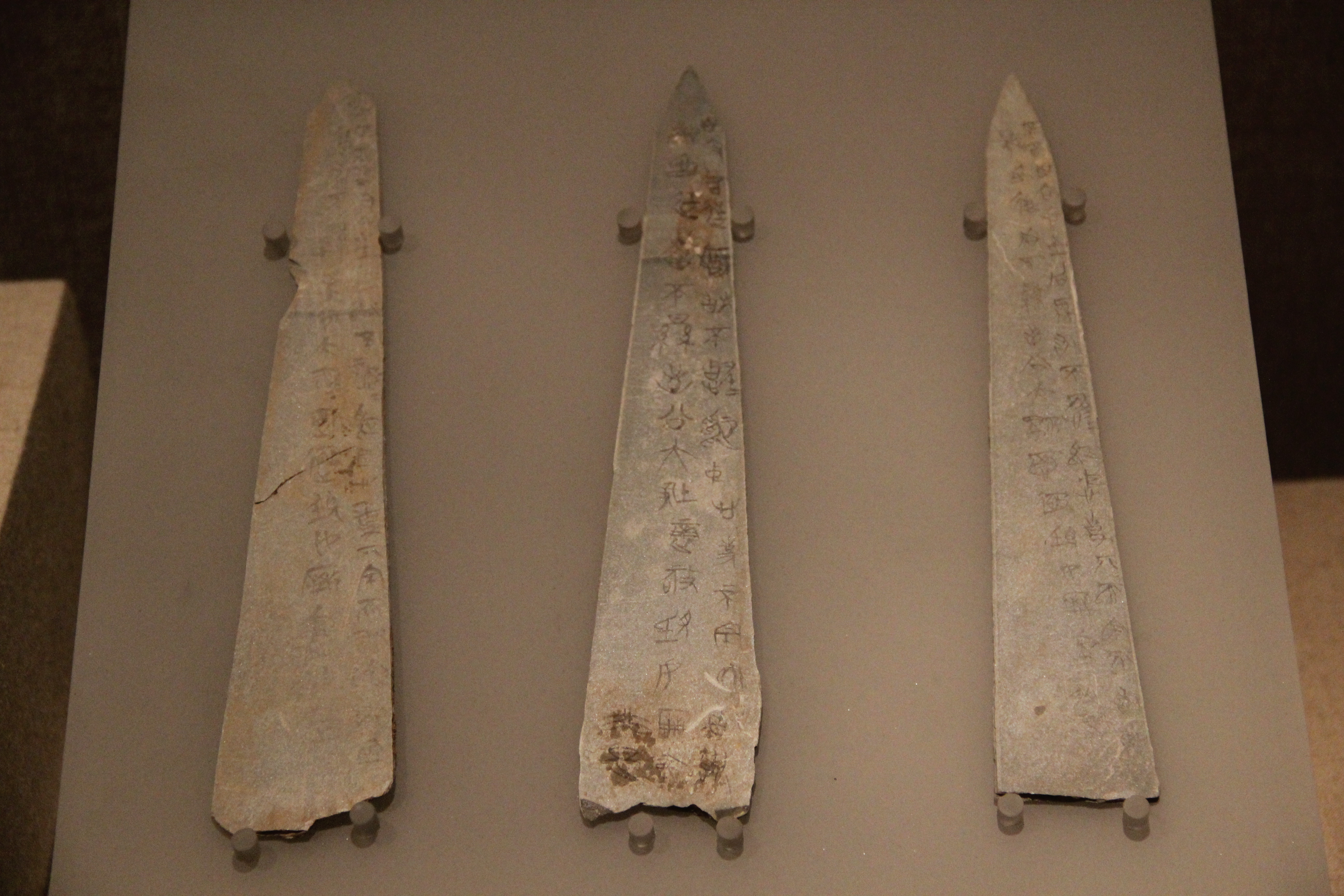
Tablettes de traités.

Les grandes assemblées sont marquées par la prestation d'un serment d'alliance (盟, meng), pratiqué également entre les lignages d'une même principauté et dans la sphère privée. Il s'agit en règle générale d'un rituel sanglant qui débute par le creusement d'un trou, dans lequel un animal est sacrifié, souvent un bœuf ; son sang sert à symboliser l'accord, mais on ne sait pas s'il est bu par les contractants ou bien étalé sur leur bouche. Alors le serment est prononcé et couché sur un texte qui est enterré avec la victime ou son sang dans le trou. C'est ainsi que de nombreuses tablettes de traités ont pu être exhumées à Wenxian et à Houma, l'ancienne Xintian, capitale de Jin (concernant surtout les maisons aristocratiques de cet État). Des dieux ou ancêtres sont invoqués en tant que garants de l'accord, et des menaces terribles pèsent sur celui qui l'enfreindrait. Le texte du traité est donc divisé en deux parties : stipulations de l'accord, et invocation des garants divins ou ancestraux.
En dehors des alliances à but militaire, la solidarité entre les principautés est affirmée en plusieurs occasions, même entre des pays non alliés. Il est ainsi convenu qu'il ne faut pas accabler un pays subissant une calamité naturelle (inondation, sécheresse) ou une menace barbare, mais au contraire le secourir. Il est également bien vu d'extrader des fuyards d'un autre État.

### Circulation des personnes entre les États: mariages, otages et fuites
La cohésion des États de la période des Printemps et Automnes est également assurée par la circulation de divers types de personnes entre les principautés, pour des motifs très variés.
Les cours sont souvent liées par des mariages interdynastiques, qui donnent lieu à des négociations, des échanges de présents, puis au voyage des fiancées dans de longs cortèges vers la cour de leur promis, où est célébrée une union fastueuse censée assurer la bonne entente entre les deux cours. Il est souvent attendu qu'une princesse mariée à un prince étranger plaide en faveur de son pays d'origine, même s'il arrive que la situation se dégrade et que la malheureuse se retrouve alors à devoir choisir entre les deux États. Cette pratique se recoupe parfois avec celle de l'envoi de princes en tant qu'otages dans une cour étrangère (souvent à la suite d'une défaite) pour assurer la bonne foi de leur pays d'origine, les princes-otages étant souvent mariés avec une princesse de leur pays d'accueil.
Les déplacements d'un État vers un autre concernent aussi des serviteurs des princes, qui peuvent se déplacer par la volonté de leur maître (musiciens pour divertir une autre cour, servantes accompagnant les princesses promises à un prince étranger, ministres venus aider un allié), ou bien parce qu'ils ont pris la fuite. De nombreux ministres se retrouvent ainsi à servir des pays dont ils ne sont pas originaires, pour des motifs variés : disgrâce, rivalités de lignages, crime. Ils doivent souvent se réfugier dans une cour lointaine pour être hors d'atteinte de leur pays d'origine et de ses alliés qui doivent extrader les fugitifs. Cela aboutit à la constitution d'une classe dirigeante très mobile et finalement homogène, les ministres ayant souvent des relations (bonnes ou mauvaises) dans diverses cours, contribuant à l'intégration de l'espace politique.

## L'organisation des États des Printemps et Automnes

Localisation des principaux sites archéologiques de la période des Printemps et Automnes.

La Chine de la période des Printemps et Automnes est divisée en plusieurs entités politiques de taille diverse qui peuvent être caractérisées d’États, parfois de cités-États, disposant d'une administration structurée autour du lignage dirigeant. Celle-ci a généralement été établie durant la période des Zhou de l'Ouest autour du modèle offert par les institutions du domaine royal. Durant la période des Zhou de l'Est cette organisation se complexifie, en particulier dans les États qui connaissent une expansion territoriale importante, souvent sous l'impulsion de réformateurs. Parallèlement, la structure sociale devient plus diverse et hiérarchisée, plus mouvante également.

### Peuplement et administration: le renforcement de l'autorité des États

Plan général du site de Houma, l'antique Xintian, capitale de Jin, aujourd'hui au Shanxi : l'agglomération principale est constituée par un complexe palatial (au nord) jouxté par d'autres complexes au sud ; à l'est se trouvent d'autres unités protégées par des murailles.

Les États de la période des Printemps et Automnes sont organisés autour d'une ville-centre (guo, ou cheng) qui donne généralement son nom à l'entité politique (elle aussi désignée par le terme guo). Ils ont d'ailleurs pu être caractérisés de « cités-États ». Le reste du territoire est désigné comme « champ » (ye). Le peuplement est en général discontinu, laissant des hameaux isolés et des zones non mises en valeur, en particulier aux marges des principautés. Les quelques villes de cette période qui ont été dégagées au cours de fouilles archéologiques sont entourées de fortifications en terre damée, et comprennent une partie officielle abritant le palais du dirigeant, qui semble souvent entourée de sa propre muraille et surélevée sur une terrasse, suivant une formule qui est consacrée à la période des Royaumes combattants. La dernière capitale de Jin, Xintian (aujourd'hui Houma), est ainsi organisée autour de quatre enceintes rectangulaires accolées, une disposant d'une grande terrasse qui devait supporter la résidence du souverain et les autres étant sans doute des dépendances d'autres membres de la famille régnante, tandis que d'autres espaces entourés de murailles étaient bâtis plus loin, dont la fonction est mal déterminée (résidentielle, administrative, rituelle ou militaire). Des espaces artisanaux (notamment les fonderies) ont été mis au jour dans la périphérie du site, ainsi que des espaces rituels, funéraires et sacrificiels plus à l'est (notamment le lieu de trouvaille des textes de serments). L'habitat populaire devait également s'étendre hors des enceintes. Les villes comprennent ainsi des zones résidentielles et des espaces artisanaux gravitant autour du pouvoir local. Certaines cités couvrent de vastes espaces : Yongcheng, la capitale de Qin, a ainsi une enceinte grossièrement quadrangulaire mesurant 3 330 mètres dans le sens est-ouest et 3 200 mètres dans le sens nord-sud.
Les dirigeants des États sont souvent désignés par le titre gong, traduit couramment par « duc » ou « prince », ou parfois hou, « marquis ». Le titre de wang, « roi », est en principe réservé au souverain Zhou, mais d'autres monarques l'ont porté dans les régions méridionales (Chu, Wu et Yue) et chez les « Barbares ». Suivant l'idéologie royale forgée sous les Zhou occidentaux, le roi est le détenteur du « Mandat céleste » (tianming) qui lui est octroyé par la divinité suprême, le Seigneur d'En-haut (shangdi), ce qui lui assurait la domination sur les « quatre parties » du monde (si fang). À la suite du déclin du pouvoir des rois Zhou, les princes les plus puissants reprennent à leur compte cette idéologie, comme l'attestent des inscriptions retrouvées à Qin et à Chu. La puissance des souverains des principaux États ressort en particulier dans les monuments qui leur sont dédiés, notamment le complexe de Majiazhuang à Qin constitué de plusieurs unités, dont le site no 1 qui est probablement le temple ancestral de la maison ducale, tandis que le no 5 semble être un palais, et les complexes funéraires royaux, qui sont de plus en plus monumentaux, à l'image de celui de Nanzhihui à Qin. Cela reflète le fait que l'écart entre les princes et les grands lignages des élites aristocratiques a tendance à s'élargir, alors que les différences entre les tombes des deux groupes n'étaient pas autant marquées sous les Zhou occidentaux.
Les souverains sont entourés par des hauts dignitaires occupant les fonctions majeures de l'appareil administratif, inspirées de celles de la cour des Zhou. Un Premier ministre (lingyin) a souvent la charge de la direction courante de l'administration, et peut être assisté par d'autres ministres, notamment ceux chargés de la guerre et de la sécurité, des rituels, du Trésor, des travaux, de la surveillance des artisans, etc. La puissance de l'administration centrale est cependant limitée au début de la période, face à l'autonomie des fiefs dirigés par les grands lignages nobles qui y reproduisent à leur échelle une organisation administrative locale, organisée également autour d'une ville. Mais les rapports de force ont tendance à s'inverser. Au début du VIIe siècle, les rois de Chu sont les premiers à constituer des districts (xian, titre désignant encore la circonscription de base de la République populaire de Chine) à partir de terres conquises, confiés à des gouverneurs (yin) choisis par le pouvoir central et responsable devant lui seul, et non plus à un de ses proches qui pouvait le transmettre ensuite à ses héritiers. Ce modèle, en rupture avec la tradition des institutions des Zhou, est ensuite repris par d'autres États majeurs (Jin, Qin), contribuant à la mise en place d'un système administratif à base territoriale qui à terme supplante l'ancien ordre des « fiefs » des aristocrates, qui allait avec la prédominance des rapports personnels.
Parallèlement, les premières lois pénales écrites datent du milieu du VIe siècle, le cas le plus célèbre étant celles rédigées sur un chaudron à l'instigation de Zi Chan, Premier ministre de Zheng. Cela préfigure là aussi l'apparition d'un État à velléités centralisatrices : avec le déclin du pouvoir politique des lignages dominant des apanages de façon héréditaire, le pouvoir central en vient à exercer directement la justice dans ses provinces, ce qui nécessite une approche plus abstraite et systématique de l'exercice de la justice,. C'est aussi cette tendance à l'effacement de la justice coutumière exercée par les chefs de lignage qui est indiquée par les serments d'alliance mis par écrit et retrouvés à Houma (l'antique Xintian) vers 440-420, période des conflits entre lignages aristocratiques dans cet État. Le chef du puissant lignage des Zhao reçoit des serments d'allégeance (meng) de plusieurs autres lignages, cherchant ainsi à obtenir un appui reposant sur des liens formalisés et non plus sur la solidarité lignagère coutumière (d'autant plus que ces alliances semblent conclues contre un autre membre des Zhao).

### Structures et dynamiques sociales

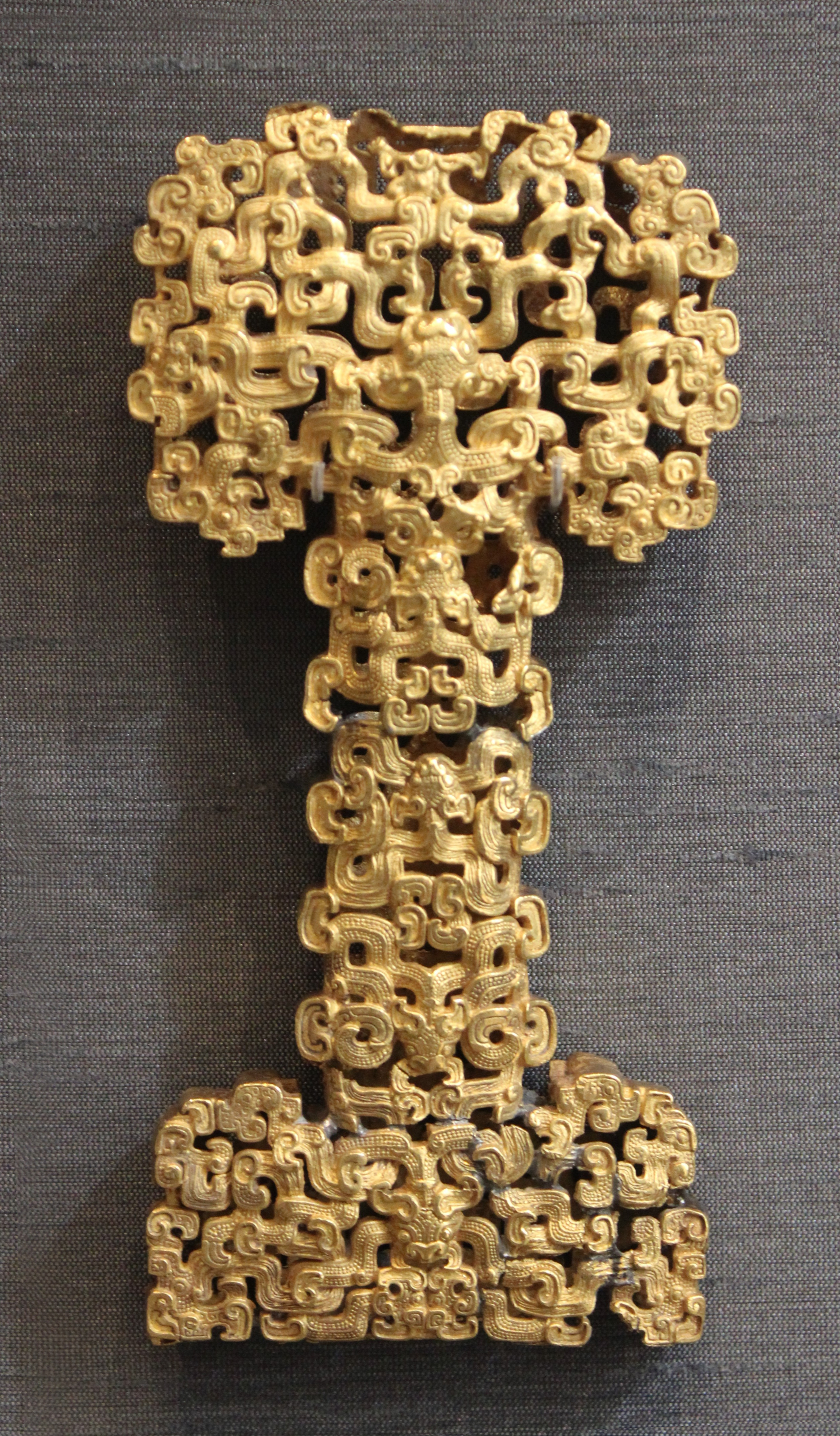
Manche d'épée ou de dague en or, à décor moulé formant des dragons entrelacés. Sa fonction est manifestement pour l'apparat, l'or étant trop fragile pour le combat. British Museum.

Les tombes et le mobilier qu'elles livrent sont le meilleur révélateur des hiérarchies sociales de la période des Printemps et Automnes, la taille des sépultures et le dépôt de certains objets de prestige à l'intérieur de celles-ci répondant en principe à des lois somptuaires manifestant le statut du défunt ; par exemple, le nombre de vases ding et gui entreposés dans la tombe d'un aristocrate est dans bien des cas un révélateur du rang du défunt dans les pays où la tradition Zhou est la plus vivace. L'étude des cimetières permet donc de distinguer plusieurs groupes sociaux qui peuvent être reliés à ceux attestés dans les textes. Ainsi, la nécropole de Zhaojiahu (Hubei) dans l'ancien Chu présente les couches sociales inférieures à la haute aristocratie. Si on suit l'analyse de L. von Falkenhausen, viennent d'abord les membres du groupe des shi, appartenant aux lignages nobles subalternes : en premier lieu un groupe plus riche, les shangshi, correspondant à la couche inférieure de l'aristocratie terrienne qui dispose de fonctions administratives secondaires, puis deux autres groupes de ces « gentilshommes », les zhongshi et ziashi, ne disposant pas de domaines ou de fonctions officielles, sorte de couche moyenne. Viennent ensuite les gens du commun (shumin), puis les pauvres (pinmin). De façon plus fine, les groupes sociaux « roturiers » peuvent également être définis en fonction de leur activité : artisans et marchands des établissements urbains, paysans de l'arrière-pays, eux-mêmes divisés en plusieurs groupes (jardiniers, pasteurs, forestiers, meuniers, etc.).

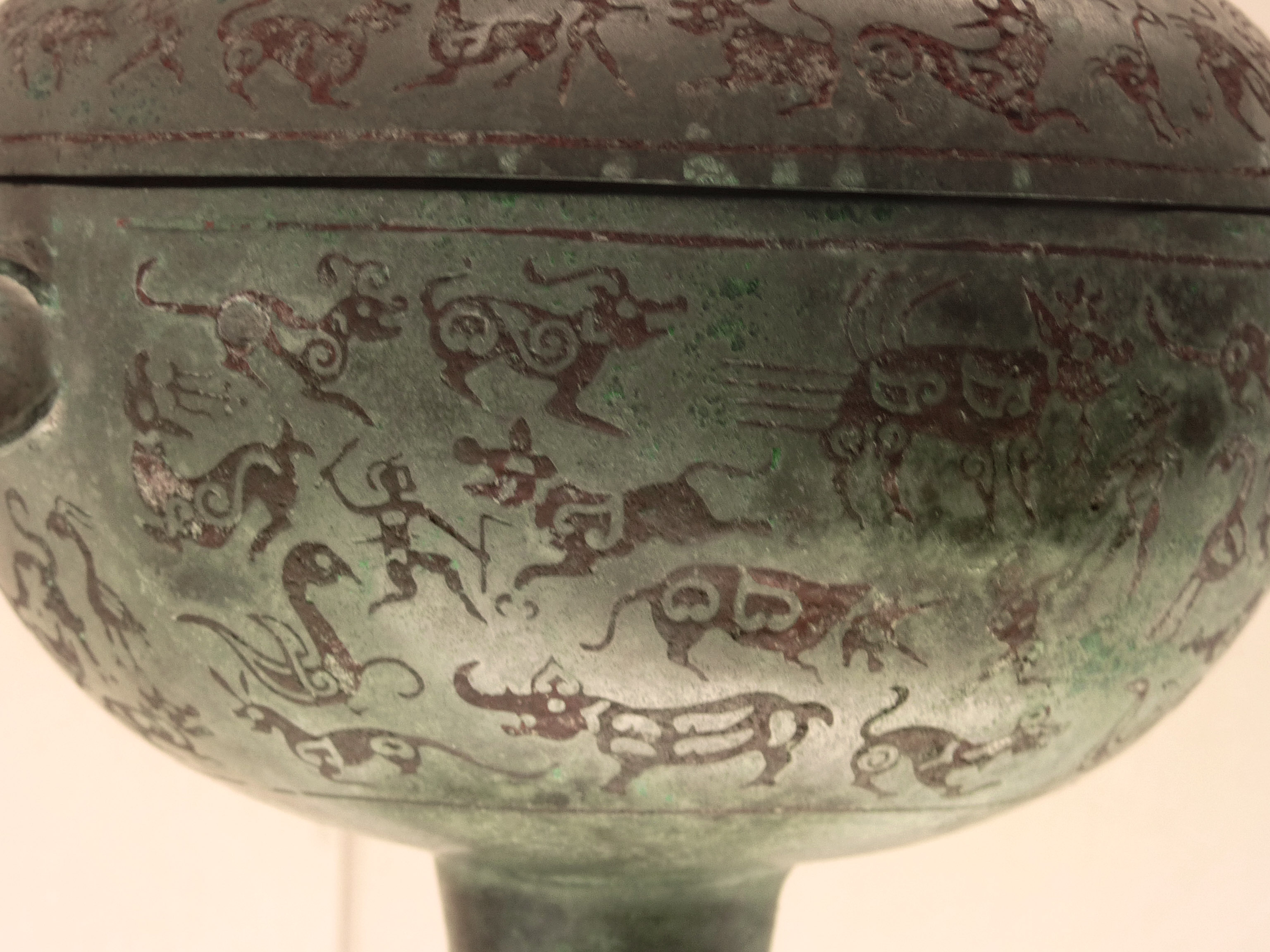
Vase rituel dou en bronze incrusté de cuivre représentant des scènes liées à la vie aristocratique : détail d'une scène de chasse. Première moitié du Exhumé à Liyucun, xian de Hunyuan, Shanxi, exposé au musée de Shanghai.

Les plus hautes charges de l'administration centrale et locale sont traditionnellement aux mains des lignages aristocratiques les plus puissants des différents États, qui disposent de charges souvent héréditaires dans l'un comme dans l'autre des niveaux administratifs. Ils portent des titres honorifiques hérités de la tradition Zhou traduits approximativement par des termes issus de la féodalité européenne : « marquis » (hou), « comte » (bo), « vicomte » (zi), ou « barons » (nan). Ils reçoivent de la part des souverains des titres ainsi que des objets de prestige (vases rituels, instruments de musique, musiciens, armures) et des serviteurs manifestant leur rang social. Leurs fonctions sont essentiellement tournées vers la guerre et les rituels, qui leur garantissent le plus de prestige. L'idéal des activités nobiliaires apparaît sur quelques vases en bronze à incrustations en cuivre datés des dernières décennies de la période et représentant plusieurs scènes caractéristiques de la vie aristocratique : scènes de chasse à l'arc, d'une ville assiégée, des danses guerrières exécutées lance à la main, des rituels marqués par des libations et de la musique jouée avec des cloches et des pierres sonores,. L'assise locale des aristocrates, reposant autour d'une véritable cour locale, leur permet de disposer de leurs propres richesses, donc de mobiliser des troupes, d'organiser le culte ancestral de leur famille au niveau local, autour de vastes nécropoles qui, sans rivaliser avec celles des plus puissants dynastes, pouvaient être impressionnantes. Par exemple, la nécropole de Xiasi (Henan, milieu du VIe siècle), appartenait au lignage Yuan, branche collatérale de la dynastie royale de Chu qui dirigeait alors la vallée de la rivière Danjiang. Ce site est dominé par la sépulture du vicomte Peng (ou Yuan Zi Feng, tombe no 2), qui exerce la fonction de Premier ministre du royaume, entourée par celle de ses épouses et de plusieurs serviteurs.
Au fil du temps, l'aristocratie traditionnelle dominée par les personnages appartenant à des lignages issus de celui des souverains (souvent ses frères ou ses fils) est supplantée par des nouveaux lignages qui n'ont à l'origine aucun lien familial avec le souverain. La coexistence de ces lignages puissants avec ceux des dynasties régnant sur les États est souvent chaotique, et les guerres civiles sont monnaie courante. Les conflits entre grandes familles sont récurrents à Jin, et contribuent à l'affaiblir et à lui faire perdre son rang d'hégémon, avant de finalement causer l'éclatement du royaume durant la première moitié du Ve siècle. Les différents accords retrouvés à Houma, déjà évoqués témoignent des alliances qui se nouent entre les différents lignages aristocratiques de ce royaume pour acquérir une plus grande puissance. Se construisent ainsi de nouvelles entités politiques, reposant sur la montée en puissance des armées aux mains des plus puissants lignages, qui sont souvent en mesure de renverser les dynasties régnantes, comme le fait le lignage Tian qui dirige Qi à partir de 481. À Chu, l'affaiblissement de la lignée royale à la suite des défaites infligées par Wu permet aux branches collatérales d'exercer leur tutelle sur les souverains. À Qin en revanche l'aristocratie semble avoir été moins puissante et turbulente.
L'évolution institutionnelle vers un renforcement de l'autorité de l’État et le déclin des liens traditionnels profite également au groupe des « gentilshommes » (shi). Leurs origines semblent diverses : des membres de lignages aristocratiques déclassés, ou bien à l'inverse des personnes issues des couches moyennes ou basses de la société qui ont réussi une ascension sociale et intégré cette couche inférieure des élites. Disposant souvent d'une éducation intellectuelle et militaire, ils peuvent se démarquer dans l'exercice de fonctions officielles et connaître une ascension sociale grâce à leurs mérites, préfigurant la classe des lettrés-fonctionnaires qui s'affirme à la fin de la période pré-impériale. De fait, les membres des classes aisées des villes jouent un rôle de plus en plus important dans les conflits internes des États des Printemps et Automnes, et les grands lignages sont obligés de les prendre en compte dans leur marche vers la conquête du pouvoir. Certains brillants ministres sont issus de cette classe moyenne, tel Guan Zhong, Premier ministre du duc Huan de Qi, venant de la communauté marchande, ou Zi Chan, petit noble de Zheng qui parvient à gouverner cet État. Le rôle politique des shi est finalement consacré durant la période des Royaumes combattants.
La majeure partie de la société, la paysannerie, est mal connue. Marcel Granet a tenté de restituer plus précisément sa vie en se livrant à une analyse anthropologique des « Chants des pays » (Guo feng) du Livre des Odes, que la critique moderne date pour la plupart du début de la période des Zhou de l'Est. Ces textes font référence à des fêtes paysannes ou plus largement leur vie quotidienne. Il en ressortirait l'image d'une société rurale organisée en familles élargies de type classificatoire (on ne distingue pas le père des oncles et les mères des tantes), des unions matrimoniales endogamiques (avec la préférence pour le mariage entre cousins) et patrilocales (l'épouse rejoint la maisonnée de l'époux). La période des travaux agricoles est marquée par de nombreuses fêtes, qui ont un caractère sexuel prononcé au printemps, période de retour de la fertilité. Les différents éléments marquants du paysage rural (rivières, monts, forêts) sont investis d'un caractère sacré, recevant parfois un culte.

## Activités économiques

### Agriculture

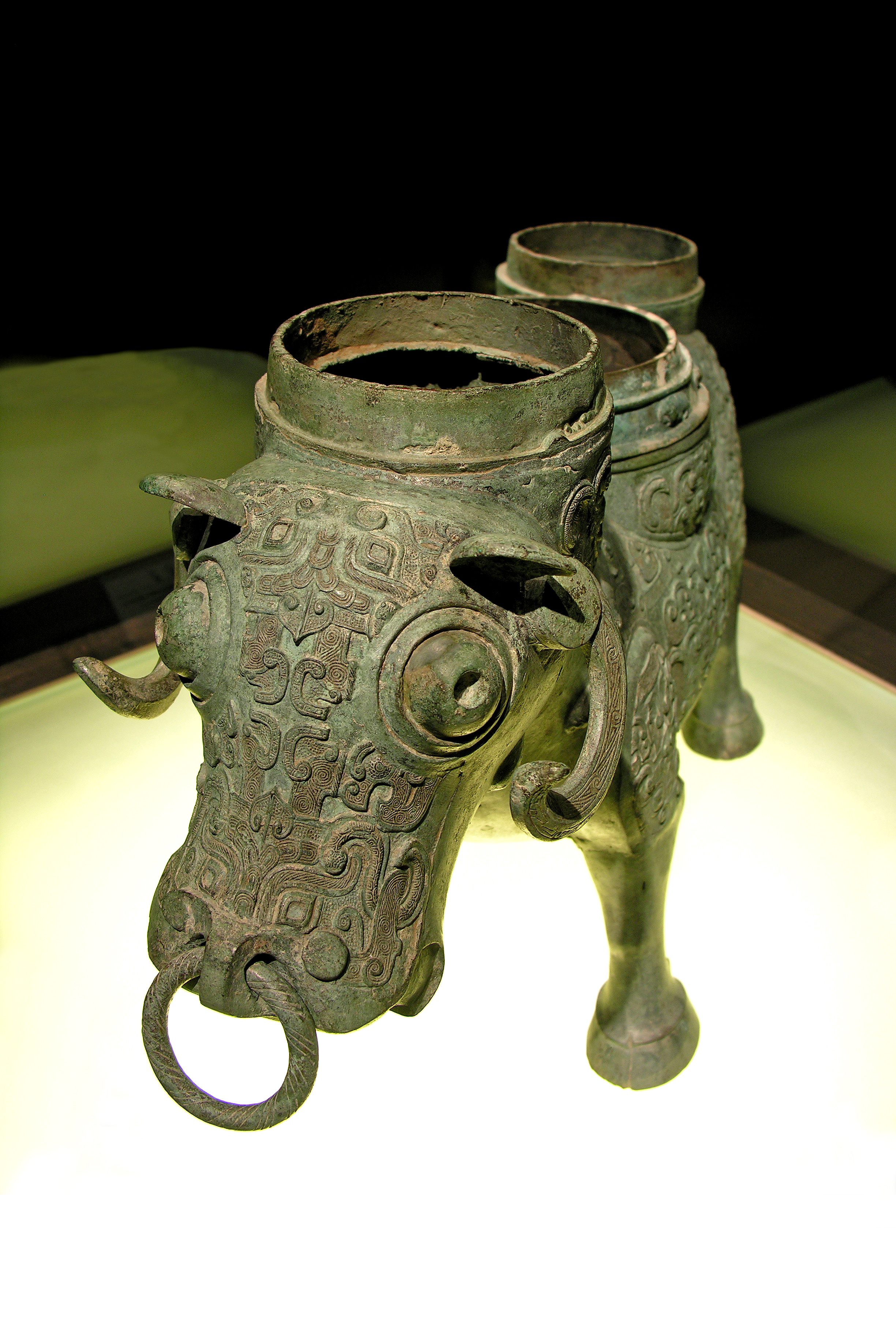
Vase zun en forme de bovin.

L'agriculture de la Chine des Printemps et Automnes est dominée par la culture du millet, à laquelle il faut ajouter celle du blé au Nord et celle du riz au Sud. Les paysans cultivent également divers fruits et légumes en complément. La culture du mûrier pour l'élevage des vers à soie se développe et a sans doute un caractère spéculatif. L'outillage agricole est depuis plusieurs millénaires avant tout composé de bois et de pierre, mais les lames en bronze (et peut-être en fer à la fin de la période) se diffusent pour la réalisation de houes, faux et socs d'araires. Les bœufs sont de plus en plus utilisés en tant qu'animaux de trait pour les araires au cours de la période des Zhou orientaux, contribuant à la lente amélioration de la productivité agricole. Mais la croissance de la production agricole repose alors surtout sur l'extension des zones de culture par les défrichements, et dans quelques cas par l'irrigation.
Les structures agraires sont caractérisées par les droits des élites sur les terres travaillées par les paysans. Si ceux-ci doivent accomplir des corvées sur les propriétés directes des premiers au début de la période, il semble que progressivement ces travaux soient remplacés par le versement de redevances en nature consistant en une portion de la récolte, généralement 1/10e (mais dans certains cas 1/5e). Ce changement a pu avoir des conséquences sociales importantes sur le long terme, notamment parce que les paysans sont plus attachés à leur terre qu'ils ne l'étaient dans le système « féodal » antérieur dans lequel les liens personnels avec le seigneur local primaient. Cela se poursuit durant la période des Royaumes combattants et les paysans gagnent peu à peu une plus grande autonomie.

### Artisanat métallurgique
Les artisans de la période des Printemps et Automnes travaillent une grande variété de matières : les fouilles de Houma (Shanxi) ont mis au jour des fonderies, des ateliers de travail de la pierre, du jade, d'os, et de céramique. L'artisanat métallurgique est le mieux connu par les recherches archéologiques. Le travail du fer connaît un certain essor à cette époque, mais le bronze reste le métal le plus forgé. Les États de Jin et de Chu disposent de mines de cuivre importantes leur donnant un avantage évident. Une telle mine avec des installations servant à une première fonte du minerai a été fouillée à Tonglüshan (Hubei), dans une région méridionale dont on ignore la principauté tutélaire (Chu ?). Les deux grands ateliers de la fonderie de Houma, l'un spécialisé dans la fabrication de vases rituels et autres objets de prestige, l'autre dans celle d'outils, montrent que les États les plus puissants sont en mesure de mettre au point une organisation complexe faisant sans doute appel à une division du travail poussée sous la supervision d'administrateurs. Ce site est remarquable en cela que la production à grande échelle ne se fait pas au détriment de la qualité des objets. De nombreux mystères demeurent : l'organisation de la production, le statut des artisans et des commanditaires ne peuvent qu'être supposés, même s'il semble évident que dans les deux cas il y a progression quantitative et qualitative. Quoi qu'il en soit, les développements techniques de cette période favorisent le choix d'une production massive avec une division du travail, car ils privilégient l'élaboration d'objets de grande qualité artistique en plusieurs étapes.

### Échanges
Les biens circulent avant tout par le biais d'échanges non marchands, notamment dans les circuits d'accumulation et de redistribution des richesses dirigés par les institutions officielles : présents à des serviteurs méritants ou des seigneurs amis, tributs, rations des travailleurs. Néanmoins, les échanges marchands prennent de plus en plus d'importance avec les modifications des structures politiques et sociales, sans néanmoins être majoritaires. Le développement des centres urbains permet l'émergence de lieux d'échange plus importants, mais ce sont les conférences politiques périodiques qui, en attirant des personnes de lointains horizons avec leurs produits, dont des marchands, constituent les moments privilégiés du commerce à longue distance. Les autorités politiques font en sorte d'assurer l'entretien des voies de communication (terrestres et fluviales) et leur sécurité, en disposant régulièrement des garnisons. Dans la principauté de Lu, on débat même pour savoir s'il faut conserver les postes douaniers.
Une classe de riches marchands émerge peu à peu. Fan Li (plus tard connu sous le nom de Tao Zhu Gong), qui a vécu à la fin de cette période et dont la biographie a été traitée par Sima Qian, est un des représentants les plus illustres de la catégorie des hommes d'affaires de la Chine antique. Il est ministre de Wu avant de connaître un enrichissement insolent par ses affaires. La postérité en a fait un des archétypes de la personne capable de s'enrichir considérablement, se voyant attribué bien après sa mort la rédaction d'un ouvrage de préceptes sur la conduite des affaires.
Le développement des échanges marchands à cette période se remarque par celui de formes de monnaie dans la seconde partie de la période. Elles reflètent la diversité régionale des pays chinois de cette époque : Jin utilise avant tout des monnaies en bronze en forme de bêche (bu), les pays du Nord (Qi, Yan) des monnaies en forme de couteau (dao), même si les imitations de cauris (en bronze, jade, pierre, os) restent courantes comme elles l'étaient aux périodes antérieures comme moyens de paiement. Une fonderie mise au jour à Guanzhuang (Henan actuel, sans doute dans l'ancien État de Zheng) a livré des moules servant à fabriquer des monnaies en forme de bêches, datés approximativement entre 640 et 550, ce qui constitue la plus ancienne attestation de monnaie standardisée en Chine, et le plus vieux atelier monétaire connu au monde.

## Croyances et pratiques religieuses

### Culte des ancêtres et cultes territoriaux
Les anciens Chinois vénèrent une foule de dieux liés aux forces de la nature ou bien à divers aspects de la vie quotidienne, ainsi que les ancêtres familiaux, des esprits avec lesquels il fallait compter après leur mort. Le culte officiel des Zhou prend en compte des divinités liées à la royauté : le dieu du Ciel (Tian), assimilé à une autre divinité souveraine, le Seigneur d'En-haut (Shangdi), et secondairement le Souverain de la Terre, dieu du Sol, et les ancêtres dynastiques qui ont un rôle éminent, notamment le Souverain Millet (Houji), fondateur légendaire de la dynastie, et les rois Wen et Wu. Ce panthéon officiel inspire celui des princes qui reprennent à leur compte ses principes. Les serments qu'ils prononcent lors de leurs accords politiques invoquent donc différentes divinités de la nature (par exemple les collines et les rivières divinisées) et surtout les ancêtres des différents dynastes impliqués. Mais les chancelleries des principautés donnent à leur panthéon des éléments propres qui leur permettent de gagner une autonomie symbolique et donc une plus grande légitimité politique. L'ancienneté des ancêtres dynastiques des lignages est de plus déterminante dans les débats sur la préséance lors des rencontres entre princes, et constitue donc un moyen de prestige non négligeable. Les nouvelles puissances ne descendant pas du lignage du clan des Zhou cherchent donc à se forger une généalogie remarquable.
Cela accompagne une tendance générale à la relativisation du culte des ancêtres par les nouvelles dynasties dominantes qui n'y trouvent pas une légitimité politique aussi grande que les lignages plus anciens de la Plaine centrale pouvant faire remonter leur lignée aux premiers temps de la dynastie Zhou. Se développe alors l'habitude de prendre en compte les ancêtres du lignage en tant que groupe, et non plus de façon individuelle comme par le passé. L'essor des principautés dégagées de la tutelle des Zhou et de sa suprématie religieuse aboutit aussi à l'essor de cultes territoriaux, dans lesquels les ancêtres perdent peu à peu de leur importance face aux divinités de la nature incarnant les monts, les rivières ou les astres. Cette « territorialisation » des cultes officiels vise à asseoir l'émergence de puissances politiques territoriales. Cela se voit dans la plus grande importance des rituels aux divinités du Sol et du Grain, qui ont aussi pour fonction de mobiliser la population locale. On tend à penser que le souverain, s'il ne sait s'attacher le peuple, ne peut pas avoir l'aide des esprits.

### Pratiques et espaces rituels

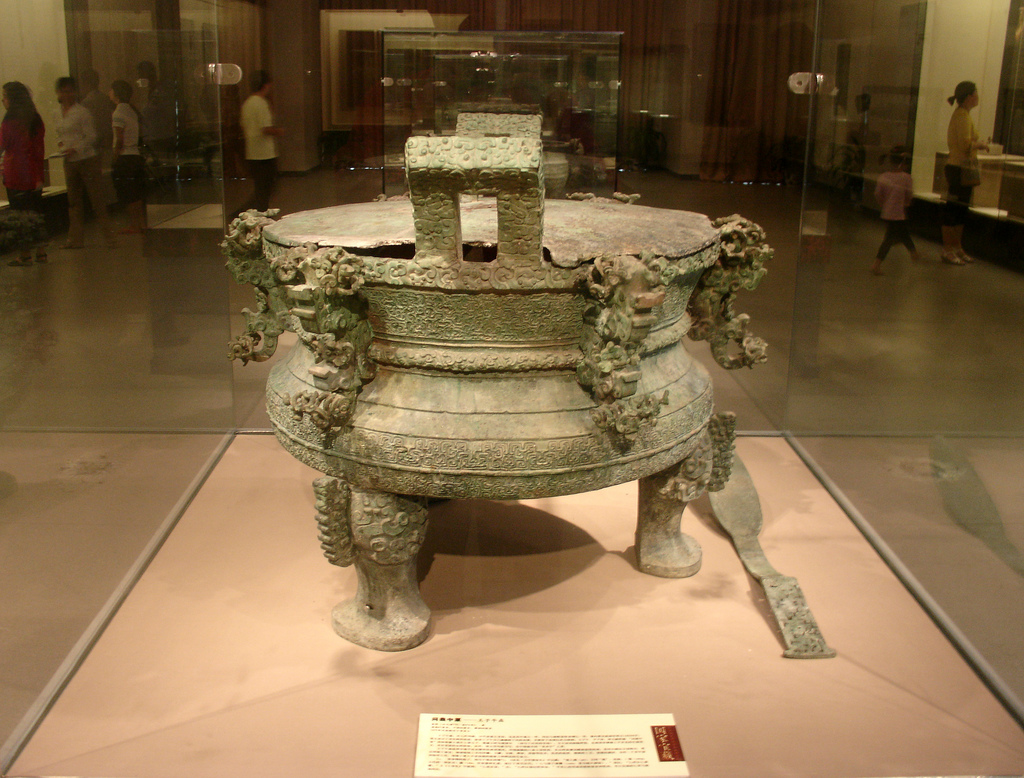
Vase rituel ding de la période des Printemps et Automnes.

Le culte des ancêtres est un élément majeur de la religion de la période des Printemps et Automnes, marqué par les traditions mises en place à la cour royale des Zhou, notamment à la suite d'une « réforme » rituelle au IXe siècle. Il a lieu dans des temples, où se déroulent à diverses occasions des sacrifices mais aussi d'autres cérémonies à caractère politique. C'est là qu'est préservé le mobilier cultuel, qui a été mis au jour dans les tombes où il accompagne les grands personnages. Il s'agit avant tout de vases destinés à différents actes sacrificiels, les formes indiquant une fonction. Suivant la typologie héritée des « archéologues » de la dynastie Song qui ont étudié ces objets anciens, on distingue les vases destinés à la cuisson de la viande des animaux sacrifiés (tripodes ding et li), des céréales (coupes dui et du, vase gui), à la présentation des mets (vases fermés fu), aux boissons fermentées à base de céréales (bassins jian servent à les chauffer, jarres fanghu), et aux ablutions d'eau (saucière yi, bassins pan). Parmi les instruments utilisés, les cloches sont bien connues par plusieurs trouvailles archéologiques.
L. von Falkenhausen a proposé de distinguer dans les tombes à partir de la période moyenne des Printemps et Automnes un assemblage de vases dit « ordinaire », commun à toutes les élites sociales et suivant les principes de l'époque des Zhou occidentaux, et un assemblage « spécial » réservé aux plus hauts personnages (vases sheng, gui, fanghu et li, présence plus courante de cloches), avec des objets plus richement ornés et de facture plus originale, attesté surtout à Chu (notamment Xiasi), qui semble renvoyer à des pratiques rituelles différentes entre la haute strate des élites et le reste de ce groupe et donc à l'écart croissant entre ces deux catégories sociales.
Les rituels de sacrifice prennent souvent la forme d'un repas communautaire symbolisant l'unité des lignages qui les organisent, et sont accompagnés de danses et de musique. Une tendance de la période des Printemps et Automnes semble être la volonté de rendre les rituels plus divertissants pour les ancêtres et les esprits qui y participent en portant un intérêt plus marqué à cet aspect des cérémonies. Des temples ancestraux fouillés pour cette période, le mieux connu est celui de la dynastie des ducs de Qin dégagé à Majiazhuang, dans leur ancienne capitale Yongsheng. L'espace principal de ce complexe est une vaste cour comprenant trois bâtiments et un petit édicule. 188 fosses sacrificielles y ont été dégagées, comprenant surtout des animaux offerts lors de cérémonies qui s'y déroulaient (bœufs, moutons), mais aussi dans certains cas des humains et des chars.
Avec le temple des ancêtres dont il est le complément, l'autel (sheji) élevé pour les sacrifices destinés au Sol (ou la Terre) et au Grain divinisés est l'autre élément marquant du paysage de la religion officielle des Printemps et Automnes. Ce lieu de culte à ancrage territorial fort (les rituels qui y ont lieu servant à manifester la souveraineté sur le territoire et sa population), qui devient de plus en plus important au cours de la période des Zhou orientaux, est pris en charge par des préposés à leur entretien (fengren), qui s'occupent également du culte aux frontières des principautés. Les autres rituels connus de la période, qui n'ont pas forcément un aspect politique et font eux aussi appel aux esprits des ancêtres et de la nature (sans forcément sacrifier à leur intention), présentent une grande diversité : en plus des serments sanglants (meng) déjà évoqués, sont attestés différents rituels agraires et saisonniers, des rituels plus individualisés comme les rites de guérison et exorcismes, ou encore des rituels pour assurer de bons voyages, ainsi que les rituels de divination et les rites funéraires.

### Divination
La pratique divinatoire recouvre un ensemble de pratiques qui permet la mise en communication du monde des humains avec celui des esprits sur tout un ensemble de sujets : opportunité d'un rituel, d'une décision politique, d'une bataille, d'un voyage, révélation d'une malédiction (qu'il faut ensuite combattre par un exorcisme), etc. Le Commentaire de Zuo mentionne 132 cas de recours à la divination, avant tout dans un contexte politique et militaire. Les plus communs voient les hommes être à l'initiative : ils soumettent une question aux esprits, qui répondent par le biais d'un médium. Dans la majorité de cas celui-ci est une carapace de tortue qui est passée sous le feu, ce qui provoque des craquelures dont la forme est ensuite interprétée pour lire la réponse. La même démarche préside à la divination par les bâtonnets d'achillée millefeuille, qui sont jetés au sol de façon répétée pour former des hexagrammes qu'il faut ensuite expliquer. Dans les autres cas, ce sont les esprits qui ont l'initiative du message. Ils peuvent susciter des rêves révélant un présage, ou bien intervenir par des mouvements astraux (éclipses surtout), voire par divers événements sortant de l'ordinaire (désastres naturels, prodiges divers) auxquels est accordée une origine surnaturelle. L'interprétation des signes délivrés par le monde des esprits incombe à des spécialistes qui peuvent avoir une fonction importante dans les cours princières en raison de l'importance politique de la divination, dont des devins professionnels, des scribes ou des conseillers proches des dirigeants. Cette discipline est très technique, et nécessite des compétences reconnues. Le Commentaire de Zuo mentionne à plusieurs reprises des débats entre conseillers et devins, les premiers remettant souvent en question le bien-fondé de la divination pour diriger l'action politique, et cherchant à en relativiser l'usage pour privilégier l'observation des situations concrètes du présent et ce qu'on peut en déduire pour le futur.

### Pratiques funéraires

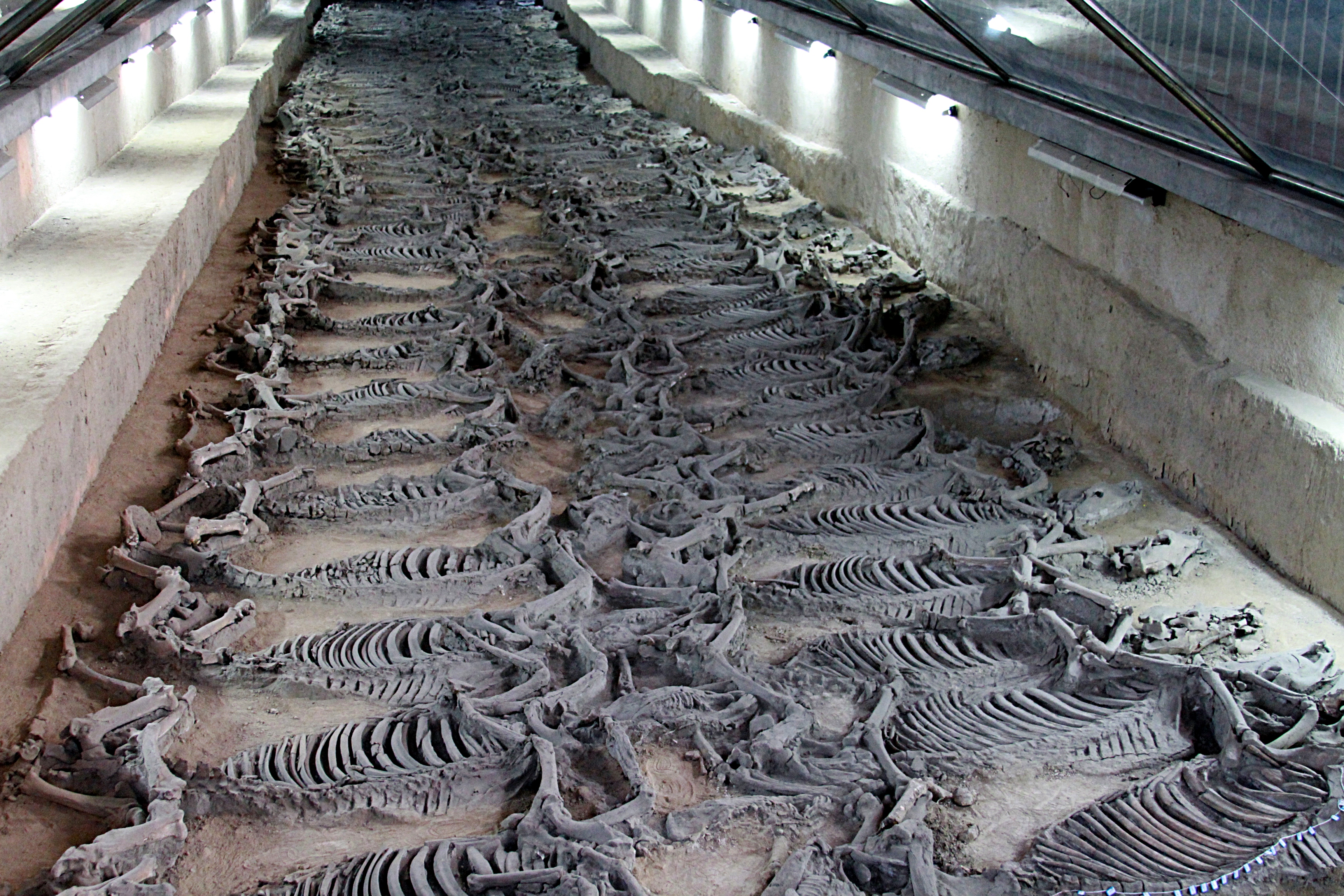
Fosse sacrificielle comprenant les restes d'environ 600 chevaux à Heyatou (Linzi, Shandong), c. 490 av. J.-C.

Les pratiques funéraires sont une source d'information essentielle sur la période des Printemps et Automnes, grâce aux milliers de tombes exhumées en différents endroits du territoire chinois. Elles révèlent des aspects matériels et symboliques ainsi que les hiérarchies sociales et la diversité culturelle qui existe entre les États de cette époque, mais aussi la présence de référents communs. Les tombes sont généralement groupées dans des nécropoles, appartenant à un lignage et à ses dépendants. Au VIIIe siècle, les tombes restent dans la droite ligne de celles de la période précédente, et sont de dimension modeste, même pour les élites : une fosse renferme un cercueil extérieur en bois (guo), contenant lui-même le cercueil du défunt et son mobilier funéraire. L'aspect et la composition du mobilier de la tombe sont en principe régis par des lois somptuaires établies par les Zhou : le nombre et le type de vases en bronze présents (en particulier les tripodes ding), le nombre de cercueils emboîtés, la présence ou non d'une rampe d'accès sont déterminés en fonction du rang du défunt. Mais assez rapidement les élites outrepassent ces limites symboliques en développant des complexes funéraires de plus en plus extravagants avec un mobilier luxueux, et cela ne fait que s'accentuer avec le temps. Cela accompagne la complexification sociale, la montée en puissance politique de certains lignages aristocratiques et aussi les évolutions rituelles. Par exemple, au début du VIe siècle, la tombe d'un seigneur de la principauté de Zheng fouillée à Lajialou (Henan) compte 56 vases et 23 cloches en bronze de qualité remarquable, et les fosses sacrificielles comportant des chevaux et des chars sont courantes dans cette région. Une autre tombe seigneuriale, exhumée à Hougudui dans le Henan (ancien Chu, ou peut-être Wu) pour le début du Ve siècle, a pour défunt principal une femme accompagnée par dix-sept humains sacrifiés et une pléthore d'objets de qualité (vases en bronze, instruments de musique en laque, céramiques, objets en jade, chaises, parties de chars). Les sacrifices sont des révélateurs de la grande puissance des princes dans certaines régions : plus de 600 chevaux dans le cas de la tombe du duc Jing de Qi à Heyatou (Shandong), et 166 humains pour celle du duc Jing de Qin à Nanzhihui (Shaanxi). Cette dernière sépulture, longue d'environ 300 mètres et profonde de plus de 20 mètres, est d'ailleurs la plus vaste connue pour l'époque pré-impériale, seulement supplantée par le mausolée du Premier empereur. À l'opposé, plus on descend dans la hiérarchie sociale plus le mobilier rituel se raréfie, les plus pauvres étant enterrés dans une simple fosse, parfois avec de la céramique, mais souvent sans aucun mobilier.
Suivant les tendances caractéristiques de la période, on peut distinguer plusieurs traditions régionales qui s'affirment au cours du temps, en particulier dans les pays périphériques. Ainsi, les sacrifices humains sont surtout attestés à Qin et dans les pays orientaux (Qi, Lu, Cao). La région la mieux connue est celle de Chu et de ses dépendances. L'une des nécropoles les plus remarquables de la période a été dégagée à Xiasi dans le Henan, dominée par la tombe du vicomte Feng du lignage Yuan, entourée par les sépultures de ses quatre épouses et de plusieurs serviteurs, ainsi que des fosses sacrificielles comprenant les restes de chevaux et de chars. Le mobilier de sa tombe est regroupé de façon fonctionnelle : chars et armes d'un côté, puis vases rituels pour les ablutions, vases pour la viande, les boissons fermentées, objets de musique (cloches et pierres sonores). Les objets rituels restent en effet le meilleur moyen d'affirmer le prestige des défunts, même si avec le temps on trouve de plus en plus d'objets du quotidien dans les tombes (armes, lits, écrits). La tombe du marquis Yi de Zeng (à Leigudun, Hubei), datée du tout début des Royaumes combattants (vers 433), reflète l'aboutissement de cette évolution avec l'organisation des tombes en compartiments formant de véritables pièces, les tombes étant alors vues comme de véritables demeures post-mortem. Une évolution similaire s'accomplit à Qin un peu antérieurement. Dans ce dernier cas, le mobilier funéraire est de moins bonne qualité qu'à Chu, marqué par le développement poussé des mingqi, objets confectionnés uniquement pour être entreposés dans la tombe, qui peuvent être en bronze mais sont souvent des imitations en céramique de vases rituels de bronze, inspirés des formes de la période des Zhou occidentaux. Les pays du Bas-Yangzi (Wu et Yue) présentent de plus grandes originalités en raison de leur éloignement par rapport à la Plaine centrale : les tombes des élites y sont surmontées par des tumuli, et contiennent surtout des vases d'un style local propre, en bronze mais aussi en grès.
Ces évolutions et ces différences indiquent des traditions locales diverses, et probablement des croyances variées, mais celles-ci sont mal connues pour la période des Printemps et Automnes en l'absence de textes explicites. L'enterrement s'accompagne de rituels, sans doute fastueux dans le cas des élites. Ils invoquent notamment les divinités infernales. Des objets protecteurs (surtout en jade) sont disposés sur le corps du défunt, le cercueil étant parfois recouvert d'une couche de cinabre pour le protéger de menaces surnaturelles. Dans les tombes de Chu, des statues gardiennes de tombe (notamment des bois de cerfs) sont déposées pour une fonction protectrice. Le dépôt d'objets ne semble pas avoir d'autre objectif que d'affirmer le prestige du défunt dans la majorité des cas. Mais les développements allant vers une tombe conçue comme une résidence (surtout à Chu) indiquent probablement l'apparition d'une mentalité nouvelle faisant de cette dernière une résidence post-mortem pour le défunt, destiné à aller dans un au-delà dans lequel il aura besoin de ses objets quotidiens disposés à ses côtés. Cela est à relier avec la croyance attestée pour la période suivante selon laquelle une partie de l'âme du défunt (po) reste dans la tombe avec le cadavre, tandis que l'autre (hun) rejoint le monde céleste.

## Courants intellectuels

### La littérature
La tradition intellectuelle héritée de la période des Zhou occidentaux est conservée dans des textes qui ont par la suite été considérés comme des « classiques », et qui ont dès la période des Printemps et Automnes un prestige important. Ces ouvrages sont le Livre des documents (Shangshu ou Shujing) qui reprend des documents historiques anciens des archives royales, le Livre des Odes (Shijing) qui compile des poèmes, ou encore les Mutations de Zhou (Zhou yi), manuel de divination par l'achillée plus couramment désigné comme Livre des mutations (Yijing). Ils ont été compilés progressivement et canonisés sous les Han, mais la date exacte de la rédaction de leurs différents passages reste souvent incertaine : une partie semble dater de la fin de la période des Zhou de l'Ouest, d'autres peuvent être antérieurs, beaucoup sont manifestement des écritures ou remaniements postérieurs, parfois attribuables à la période des Printemps et Automnes (par exemple les Chants des pays du Livre des Odes).
Les scribes des principautés des Printemps et Automnes produisent aussi des ouvrages de type historiographique rapportant les événements qui s'étaient produits, en les intégrant dans la continuité d'un passé semi-légendaire remontant aux premiers rois et dynasties (les trois Augustes et les cinq Empereurs, les Xia, les Shang) pour lequel les récits miraculeux ont la part belle. Le seul exemple complet connu est celui des Annales du pays de Lu, ou Annales des Printemps et Automnes (Chunqiu) qui ont donné le nom à la période et ont elles aussi été consacrées comme un classique par la suite,. Les Annales de Bambou sont un autre exemple de ce type d’œuvre à caractère historiographique qui doit s'appuyer sur des sources de la période, correspondant à une chronique historique du pays de Wei, et de Jin dont il est l'héritier. Les autres cours princières et celle des Zhou ont probablement produit des œuvres similaires concernant leur passé, qui ont disparu.
Quant aux écrits que les époques postérieures ont attribué à des lettrés ayant vécu durant la période des Printemps et Automnes, comme Sun Tzu, Guan Zhong et évidemment Confucius (qui aurait remanié les classiques), il semble difficile d'affirmer qu'ils ont bien eu pour origine ces personnages, mais ils leur ont été rattachés en raison de leur prestige. Leur étude révèle souvent une forte empreinte de la période des Royaumes combattants. Seuls les Entretiens de Confucius sont couramment liés à la pensée de la personnalité à laquelle ils sont rattachés (voir ci-dessous).

### La remise en question de la tradition
Ce sont donc des textes rituels, de poésie et d'histoire, en plus de récits folkloriques-mythologiques connus par des allusions, qui composent la base de la culture des lettrés et penseurs de la période des Printemps et Automnes, issus de la catégorie des shi, gentilshommes de la basse couche de l'aristocratie qui tendent à constituer un groupe de lettrés-intellectuels à part entière occupant une place plus importante dans les appareils politiques de la fin de la période. Ils animent les débats des cours princières tels qu'ils sont rapportés dans les discours du Commentaire de Zuo, dont la datation tardive (milieu du IVe siècle) n'est pas sans poser problème sur sa fiabilité pour permettre de décrire l'état intellectuel de la période qu'il décrit. Mais il reste le principal document pour approcher l'état de la pensée antérieur à Confucius. On y retrouve du reste plusieurs thèmes chers à ce penseur, qui sont manifestement au cœur des préoccupations de l'époque : l'emphase mise sur la stabilité sociale et les hiérarchies, l'exercice des rites qui forment les comportements de l'élite politique, la connaissance et le respect des textes classiques. Si on suit les propositions de Y. Pines, le délitement progressif de l'ordre rituel mis en place par les Zhou de l'Ouest, la violence et le cynisme croissants des rapports entre États et des arts diplomatiques et stratégiques tendraient à mettre progressivement en avant une pensée plus réaliste, sceptique face aux croyances et à la morale traditionnelles. Le questionnement et les débats sur le rapport à la tradition héritée des périodes antérieures semblent constants dans les affaires politiques. La volonté du Premier ministre Zi Chan de faire rédiger les lois pénales à Zheng, autrefois coutumières et orales, est ainsi critiquée par un groupe de « conservateurs ». Des personnages comme Zi Chan, ou plus tôt Guan Zhong, ont pu être perçus par la suite comme des précurseurs des réformateurs de la période des Royaumes combattants, notamment ceux du courant légiste. Les changements dans la pensée politique se voient aussi dans le fait que certains conseillers des princes relativisent l'intérêt du recours à la divination traditionnelle (par les carapaces de tortue et les bâtonnets d'achillée) pour la prise de décision, privilégiant une approche plus pragmatique reposant sur l'analyse des situations présentes.

### Confucius

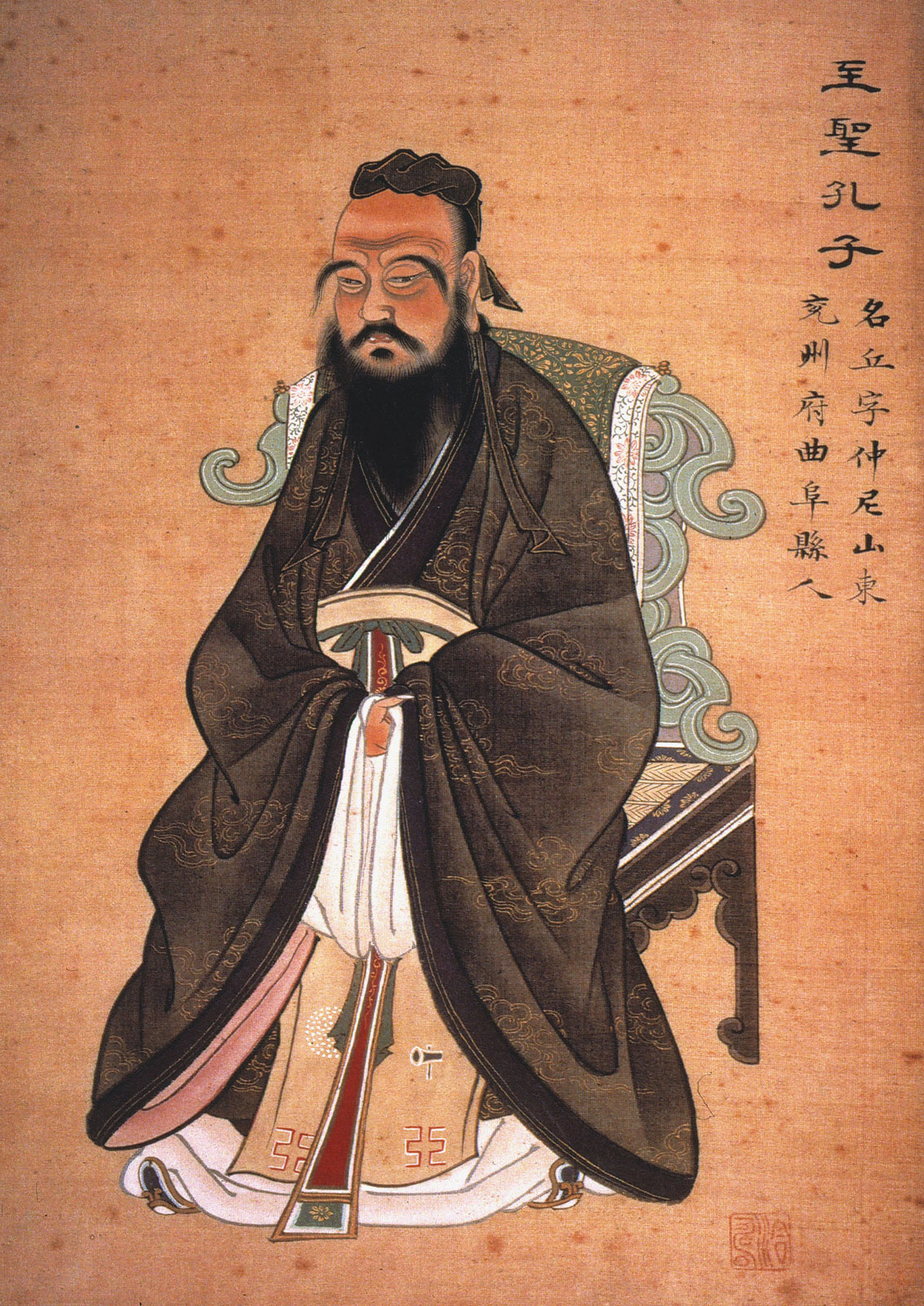
Confucius, gouache sur papier, dynastie Qing (1770 de n.è.).

La période finale des Printemps et Automnes est donc marquée par des évolutions intellectuelles qui accompagnent le délitement définitif de l'ancien ordre politique, et la mise en place d'un système dans lequel les rivalités entre puissances sont de plus en plus violentes et instables. C'est dans ce contexte qu'émerge le penseur le plus marquant de l'histoire chinoise, Confucius (version latinisée de Kong zi, « maître Kong », son nom personnel étant Kong Qiu), dont les dates traditionnelles sont 551-479. Issu de la catégorie des shi, sa biographie n'a été couchée par écrit que tardivement (surtout par Sima Qian) et n'est donc pas assurée. Il aurait eu une enfance modeste et aurait participé à l'administration de son pays, l'État de Lu, ayant une carrière modeste à laquelle il aurait renoncé finalement, dépité qu'il était devant le délitement de l'ordre ancien et l'incapacité de ses maîtres qui ne savaient pas gouverner suivant les principes du mandat céleste. Il aurait alors entrepris d'aller proposer ses services dans d'autres cours, entreprise dans laquelle il n'a guère de succès, mais réussit tout de même à attirer des disciples qui poursuivent sa pensée. Son succès est ainsi assuré après sa mort, notamment par la mise par écrit par ses disciples d'anecdotes le concernant et de paroles qui lui sont attribuées, compilées puis canonisées dans un ouvrage majeur, le Lunyu (les « Entretiens » ou « Analectes » de Confucius) entre la période des Royaumes combattants et celle de la dynastie Han.
La pensée de Confucius se veut traditionaliste, prône le rétablissement d'un ordre ancien contre la dégénérescence morale de son temps, mais par son caractère résolument novateur elle participe encore plus à l'effondrement de la pensée traditionnelle. Elle place l'homme au centre de sa réflexion, et préconise son amélioration par l'étude, le rétablissement des rites anciens, la rectification des noms. Ainsi seront formés des administrateurs dignes de leur charge, qui pourront rétablir l'harmonie dans le royaume, obtenir l'obéissance du peuple par leur vertu, en gouvernant par la bienveillance, la finalité étant politique. En mettant l'emphase sur les qualités morales et intellectuelles des individus, il semble bousculer les statuts sociaux de son temps reposant sur la naissance qui assurent la domination traditionnelle de l'aristocratie, et renvoie à l'émergence du groupe des fonctionnaires-lettrés, dont le statut dépend plus des capacités et qui se met au service des États. La tradition selon Confucius repose avant tout sur les textes écrits, en l'occurrence les futurs « classiques » évoqués ci-dessus, qu'il aurait remaniés lui-même, et dans lesquels se trouve un ensemble d'exemples contribuant à former des humains meilleurs. Confucius et ses disciples contribuent donc à mettre en place des changements déterminants : une pensée tournée vers l'homme, reposant sur l'enseignement d'un maître et des écrits, ouvrant la voie aux « Cent écoles » qui animent les très riches débats intellectuels de la période des Royaumes combattants.

## Arts
Les réalisations artistiques connues de la période des Printemps et Automnes sont en majorité des vases et autres objets en bronze exhumés dans des tombeaux, quelques objets en jade et en laque, une production en céramique, ainsi que des parures en or qui se répandent à partir de Qin, sans doute sous l'influence des nomades des contrées occidentales. Le VIIIe siècle et le VIIe siècle ne voient pas d'évolution majeure par rapport à la période finale des Zhou occidentaux. Ce n'est que progressivement qu'émergent de nouvelles tendances, qui suivant les grandes tendances de la période voient les traditions locales se développer, pour satisfaire la demande croissante des élites princières et aristocratiques. Celles-ci veulent manifester leur puissance par la détention d'objets de prestige, avant tout à finalité rituelle au départ même si par la suite les objets du quotidien font l'objet de plus en plus d'attentions. Ce poids des habitudes locales ne signifie pas l'extinction de la communauté artistique héritée de la période de domination des Zhou, en raison de la circulation des objets et des spécialistes dans le cadre des relations diplomatiques (présents, mariages, rencontres), le paiement de tributs, ou même un effet d'émulation et d'influences entre les différents foyers créatifs majeurs. Les innovations techniques sont également importantes, notamment dans la métallurgie du bronze, en particulier autour de la fonderie de Houma qui joue un rôle important dans l'expérimentation des coulées successives, l'utilisation de matrices, puis les incrustations.

### Les objets en bronze: vases, armes et cloches
Les métallurgistes chinois, disposant de minerai en quantité, ont depuis les débuts de l'âge du bronze opté pour le choix de la fonte dans des moules plutôt que le forgeage. Ils développent durant la première moitié du Ier millénaire la technique des coulées successives permettant d'élaborer en plusieurs temps les objets les plus complexes en réalisant séparément le corps de l'objet et ses parties saillantes. La technique de la cire perdue est connue, mais peu utilisée, seulement attestée par quelques objets de Chu. Les artisans de Houma mettent au point à partir du début VIe siècle une technique ingénieuse reposant sur l'emploi de matrices, sur lesquelles sont estampées des bandes d'argile placées dans des moules ou sections de moules (qui n'ont pas de décor), ce qui permet de réaliser plus rapidement les décors (certes répétitifs), donc de développer encore la productivité. Peu après apparaît à Chu la technique de l'incrustation de motifs en cuivre et en or (plus tard en pierre et autres matières), qui sont placés dans le moule avant la coulée du bronze.

Objets en bronze de la période des Printemps et Automnes.
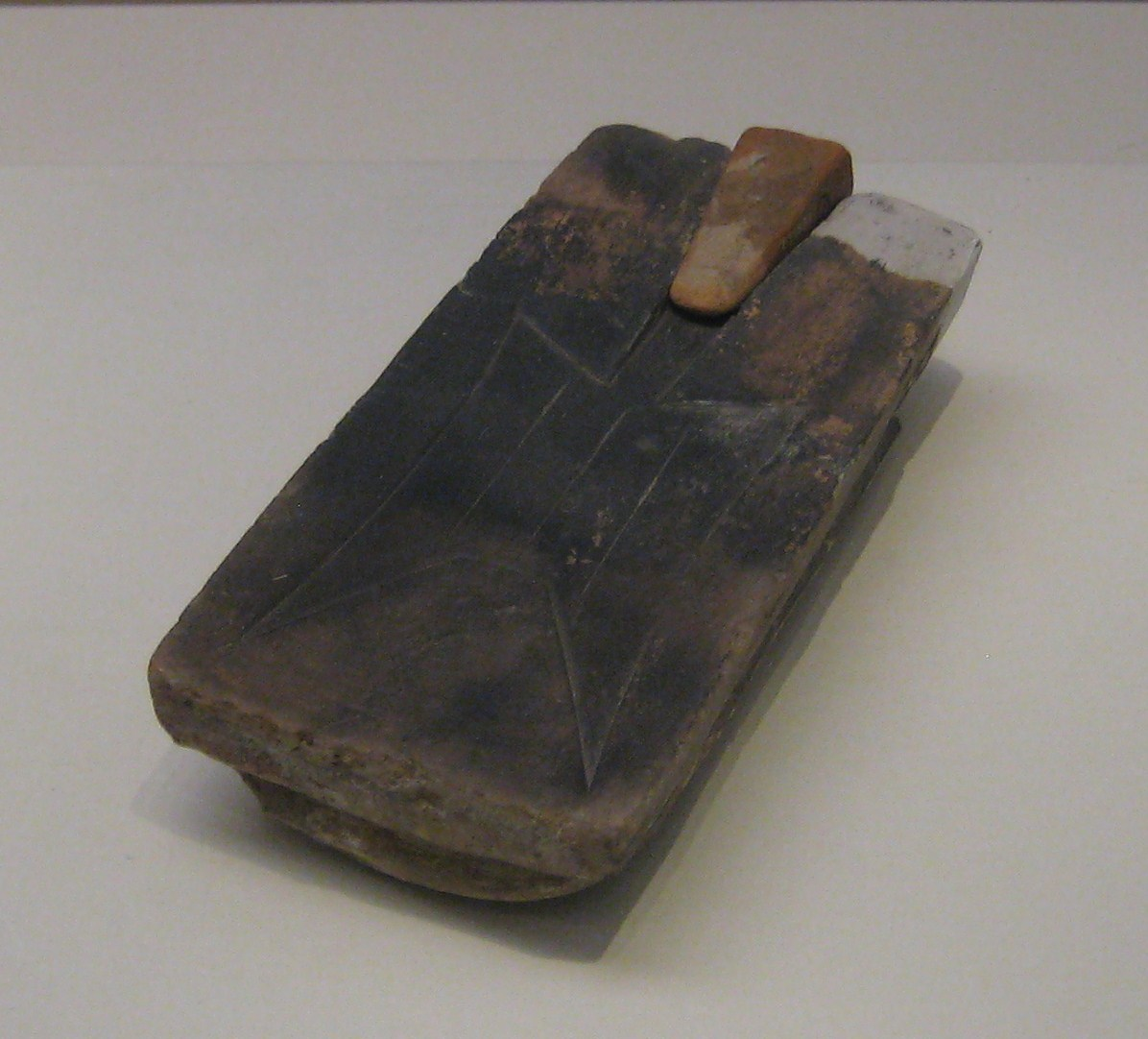
Moule en terre cuite servant à fondre des monnaies en bronze en forme de bêche (bu), fonderie de Houma, État de Jin. Musée national de Chine (Pékin).
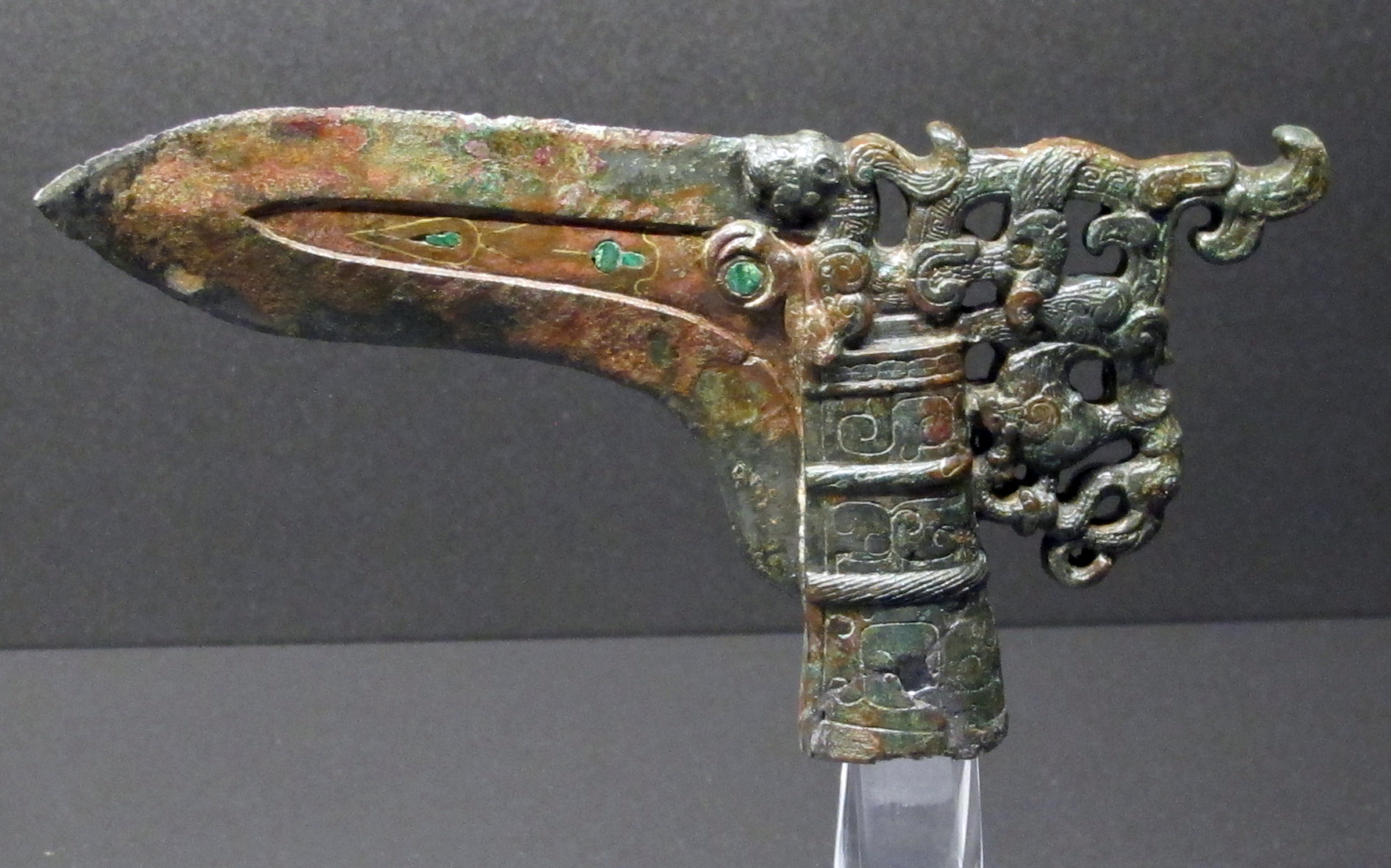
Hallebarde ge, Ve siècle. Museo nazionale d'arte orientale (Rome).
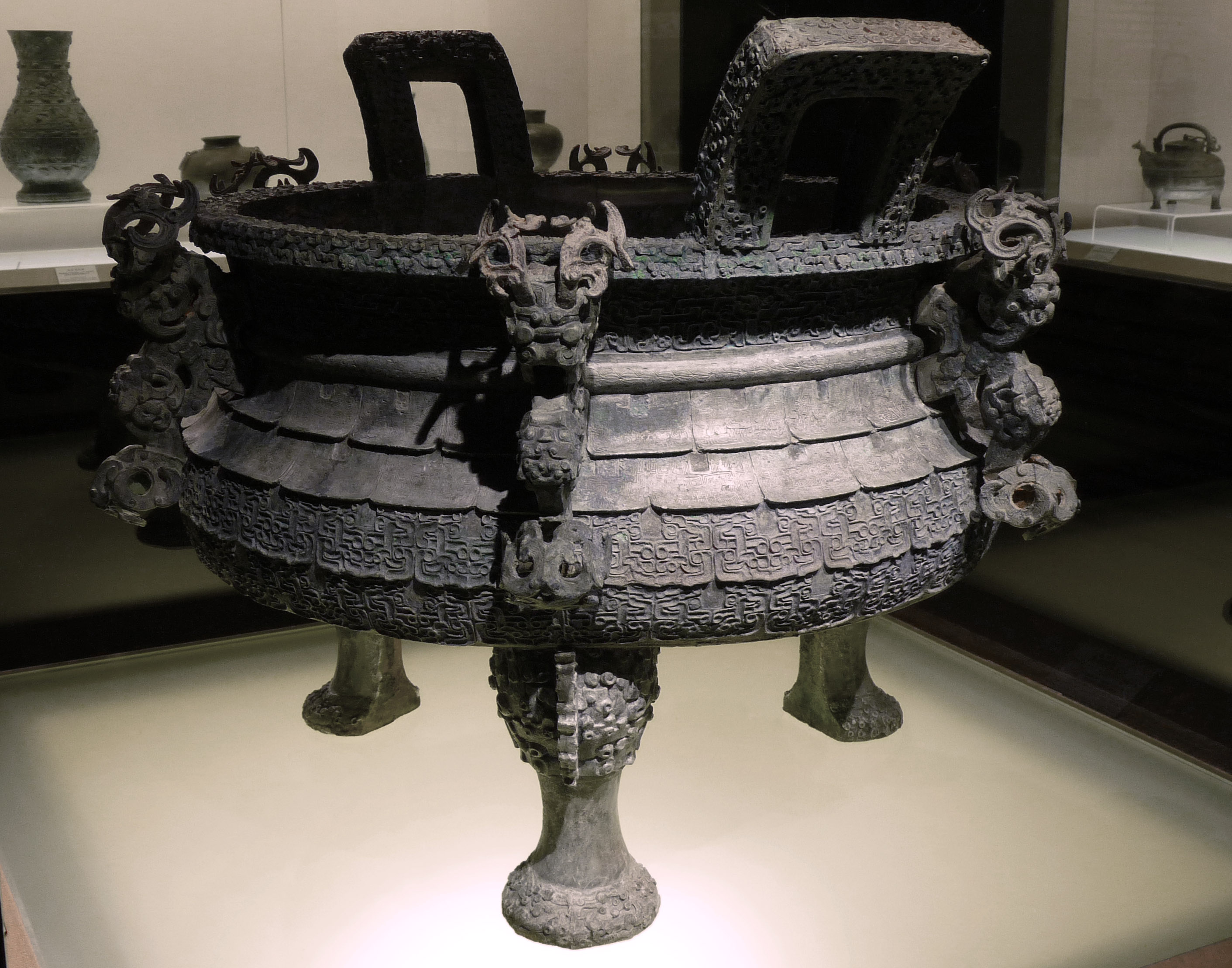
Chaudron ding pour les viandes à décor de bandeaux d'écailles et dragons entrelacés. Musée de Shanghai.
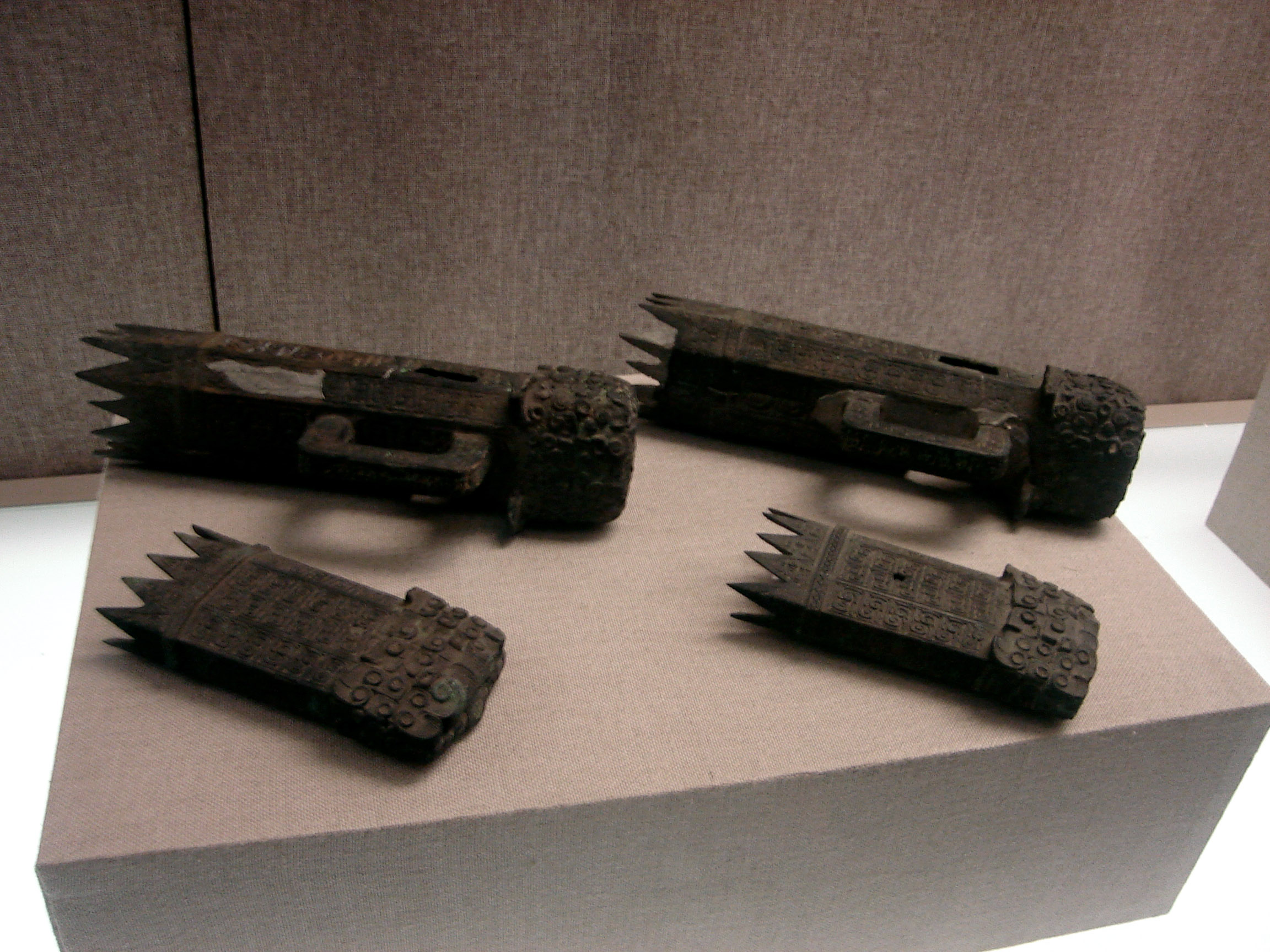
Accessoires en bronze pour l'assemblage de pièces de charpente. Tombe de Hougudui, Xinyang Museum (Henan).
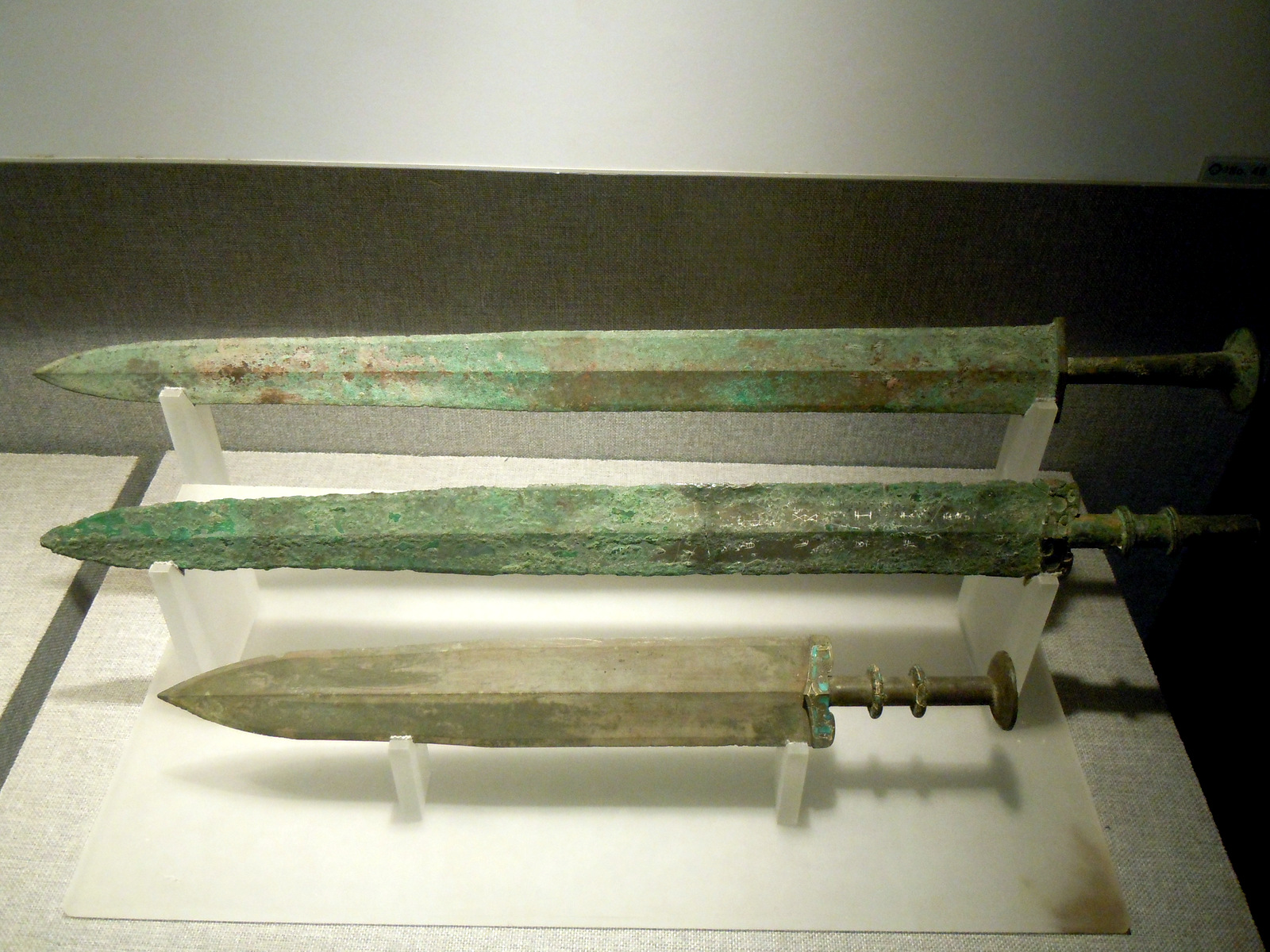
Épées de bronze incrustées de turquoise. Tombe de Hougudui, Xinyang Museum (Henan).
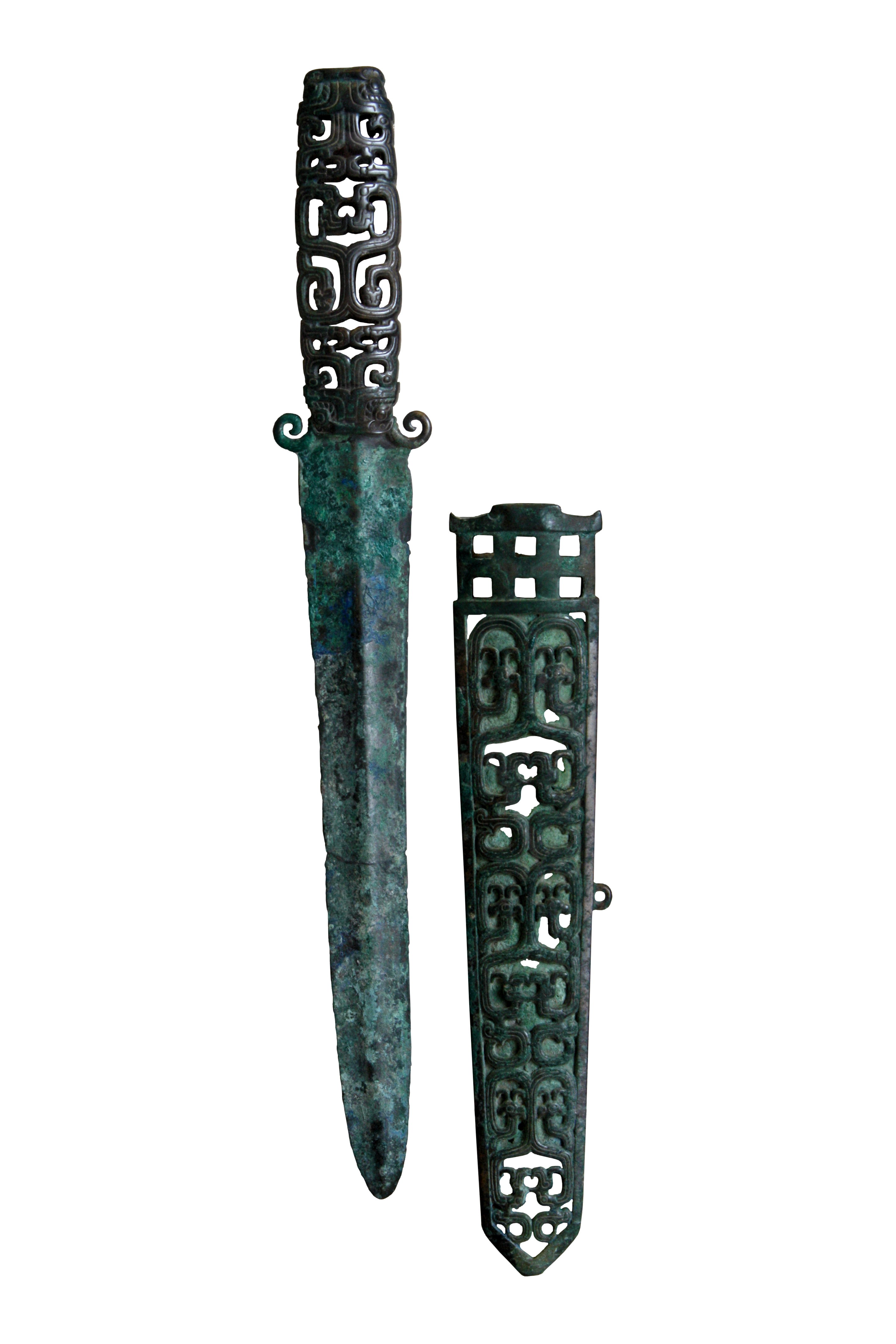
Dague en bronze avec fourreau, VIe – Ve siècle av. J.-C. British Museum.

Les vases en bronze sont parmi les objets les plus prestigieux de la Chine ancienne. Du point de vue strictement artistique, les artistes des Printemps et Automnes travaillent surtout les formes les plus courantes héritées des Zhou occidentaux : les tripodes ding, vases gui, jarres hu et formes voisines (dont le fanghu à section carrée), plats pan et verseuses yi également, mais les préférences varient suivant les régions. Du point de vue chronologique, les vases du VIIIe siècle et du début du VIIe siècle sont dans la continuité de la période précédente, qui se caractérise par une homogénéité stylistique entre les régions. Après le milieu du VIIe siècle, les traditions régionales s'affirment, avec notamment l'influence dominante des artistes de Jin et de Chu, aux côtés d'autres foyers comme Qin, Qi et ses voisins de l'Est, ou les pays du Bas-Yangzi (Wu et Yue).

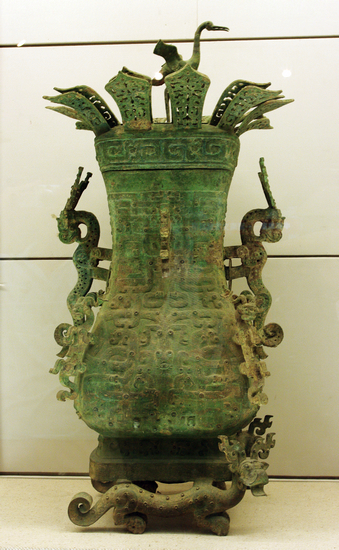
Vase fanghu de Lajialou, fin musée de la province du Henan.

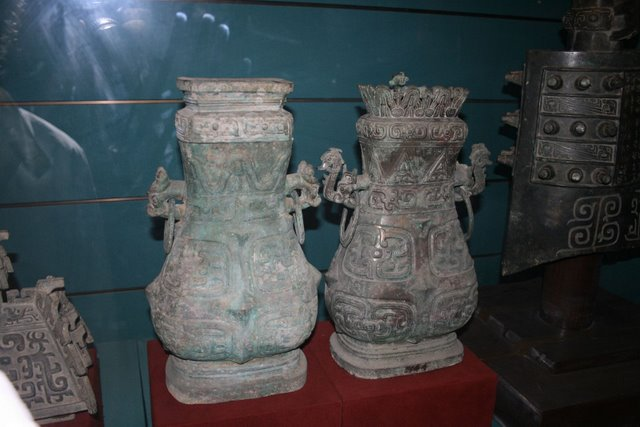
Paire de jarres à section carrée fanghu pour les boissons fermentées exhumées à Xiasi, Henan, milieu du

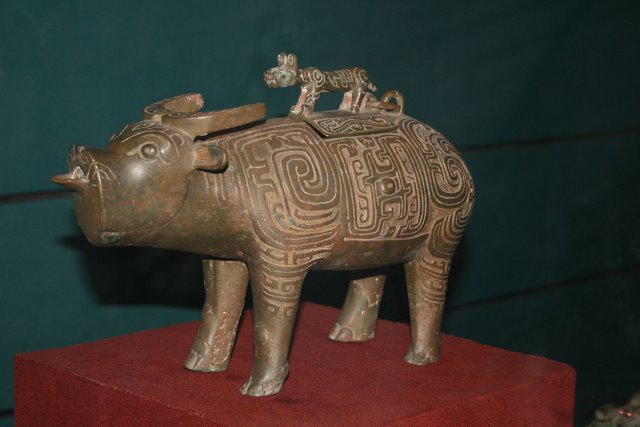
Vase zun en forme de bovidé surmonté d'un tigre, exhumé à Hejiacun,, musée de la province du Shanxi.

Les vases sont généralement couverts de décors en bas-reliefs, parfois sur toute leur surface, souvent sous la forme de lignes sinueuses, voire entrelacées, combinées à des représentations d'animaux (majoritairement des dragons, mais aussi des oiseaux), notamment en ronde-bosse, formant les anses ou les pieds du vase. L'un des bronzes les plus remarquables de la période, exhumé dans la tombe princière de Lajialou, est ainsi un fanghu au décor très chargé d'animaux en bas- et haut-relief couvrant toute sa surface. Il est caractéristique du fait que les bronziers de la période ont tendance à utiliser des procédés divers pour obtenir des effets visuels complexes. Ils accentuent les formes des vases, surchargent leurs décors, en développant par exemple au VIIe siècle les bandes ornementales. À Houma dans le pays de Jin, le procédé des matrices à sections permettant un décor standardisé aboutit à la réalisation des décors complexes et répétitifs (notamment les dragons), mais aussi miniaturisés. Les artistes de ce foyer majeur sont très créatifs, utilisant des motifs variés, notamment animaliers. Parfois les vases en bronze de cette période ont d'ailleurs la forme d'animaux (zoomorphes), suivant une tradition héritée des temps plus anciens.
La tradition régionale de Chu présente apparemment une certaine diversité selon ses différentes sous-régions, et en général une qualité moindre que les bronzes courants de Jin, mais certaines réalisations sont parmi les plus remarquables de la période. L'innovation technique attestée en premier à Chu (même si on ne peut pas dire avec certitude si c'est dans cette région qu'elle est apparue) et qui a le plus de postérité est la méthode de l'incrustation, qui semble débuter vers 550 avec des vases en bronze à motifs de cuivre rouge incrustés. Elle s'accompagne du développement de scènes narratives sur les vases. La technique de la cire perdue, attestée à Chu pour un nombre réduit d'objets de la seconde moitié du VIe siècle, permet de produire des pièces exceptionnelles aux décors très chargés : une table d'autel retrouvée à Xiasi surmontée par de nombreux dragons en haut-relief ; ces animaux surnaturels se retrouvent sur l'ensemble de vases zun et pan mis au jour dans la tombe du marquis Yi de Zeng à Leigudun, probablement datés de la fin des Printemps et Automnes bien qu'entreposés dans une sépulture du début des Royaumes combattants. Les objets exhumés dans cette tombe peuvent d'ailleurs être considérés comme représentant l'apogée du style de Chu durant la période d'affirmation des traditions artistiques régionales.
D'autres régions peuvent privilégier un style plus sobre que ceux de Chu et Jin : les bronzes datés de la fin de la période exhumés dans le cimetière de Qufu, capitale de Lu, semblent ainsi plutôt tirer leur élégance de leur forme que de leur décor, qui est très léger. Les régions de Bas-Yangzi se singularisaient encore plus, par la confection de vases en bronze aux formes originales qui font qu'ils sont souvent difficiles à classer dans la typologie classique même s'ils s'en inspirent. Ici l'influence des céramiques grésantes locales se retrouve sur les objets en bronze. Les métallurgistes de Wu et Yue sont surtout réputés pour leurs épées et lances à la qualité exceptionnelle, parfois incrustées d'or, comme la remarquable épée du roi Goujian de Yue. Parmi les autres types d'objets en bronze connus par les tombes de la période, les armes sont en effet très représentées aux côtés des vases, que ce soient des dagues, épées, pointes de lance, et surtout les lames de haches-poignards (ge) et hallebardes (ji), qui sont souvent ornées de motifs linéaires et parfois animaliers.
Le troisième type d'objet caractéristique des tombes de la Chine antique est la cloche rituelle. Depuis la fin des Zhou occidentaux, les cloches suspendues sont devenues la norme pour les rituels. La tombe du duc Wu de Qin, au début de la période des Printemps et Automnes, a livré un ensemble de huit cloches, dont cinq yongzhong, modèle le plus courant, à bouche concave et disposant d'un manche et d'un anneau pour une suspension inclinée, mais aussi d'autres modèles appelés bo, de forme plus arrondie et à bouche plate, aux ornements souvent exubérants (notamment des ailettes) ; l'autre type courant est les niuzhong, proches des yongzhong mais à suspension droite. Les cloches, quel que soit leur type, n'ont pas de battant et sont donc frappées de l'extérieur. Leur bouche a généralement une section en amande, ce qui permet de produire deux tons selon qu'elles sont frappées au centre ou sur les côtés. Des tombes postérieures ont livré des carillons plus imposants : 26 cloches dans la tombe no 2 de Xiasi déjà évoquée, et 64 dans celle de Leigudun au début des Royaumes combattants, l'ensemble le plus impressionnant de la Chine antique où sont présents les trois types de cloches les plus courants.

Cloches et carillons de la période des Printemps et Automnes
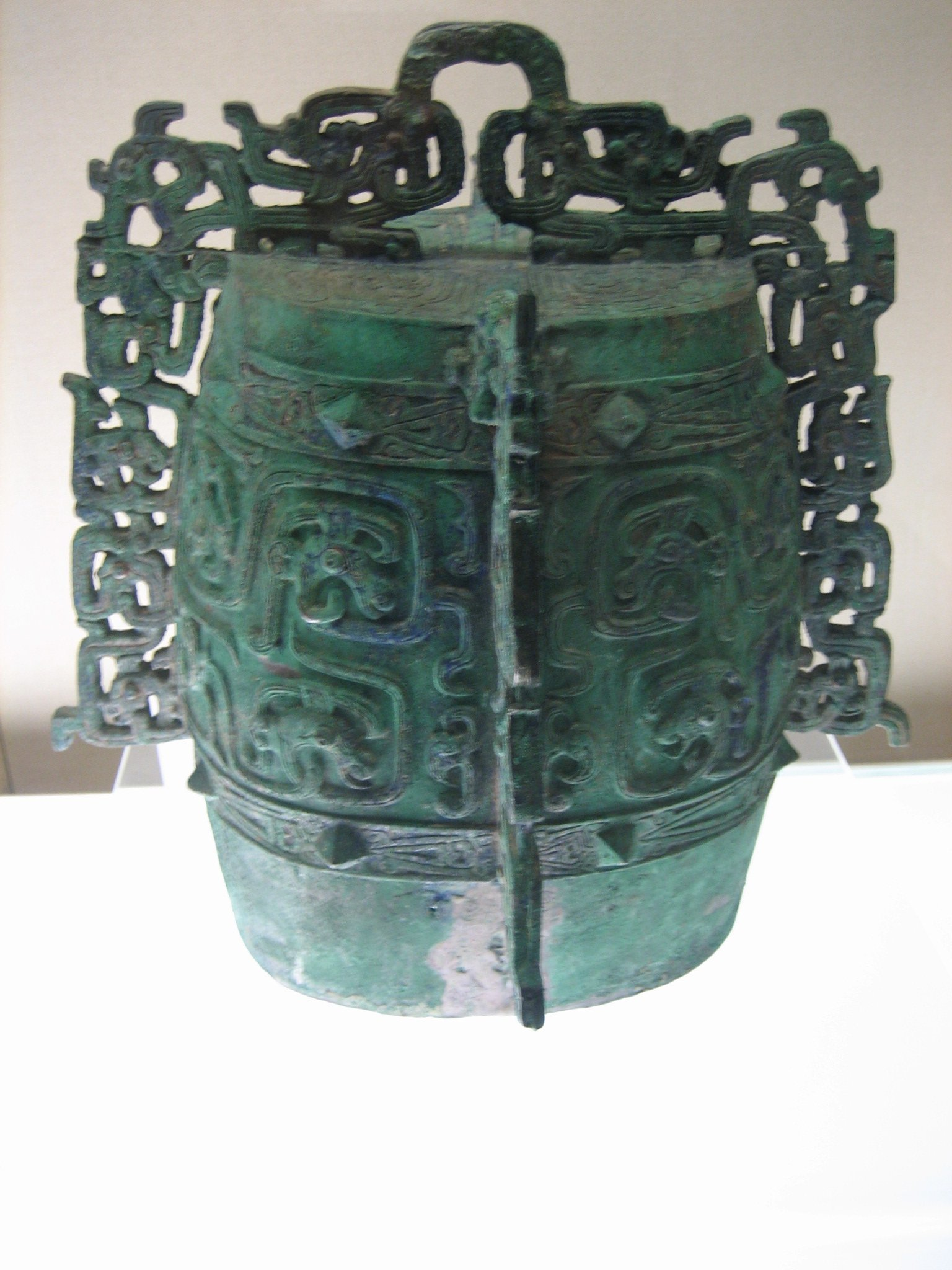
Cloche bo du duc Wu de Qin, retrouvée à Baoji, Shaanxi, musée de Shanghai.
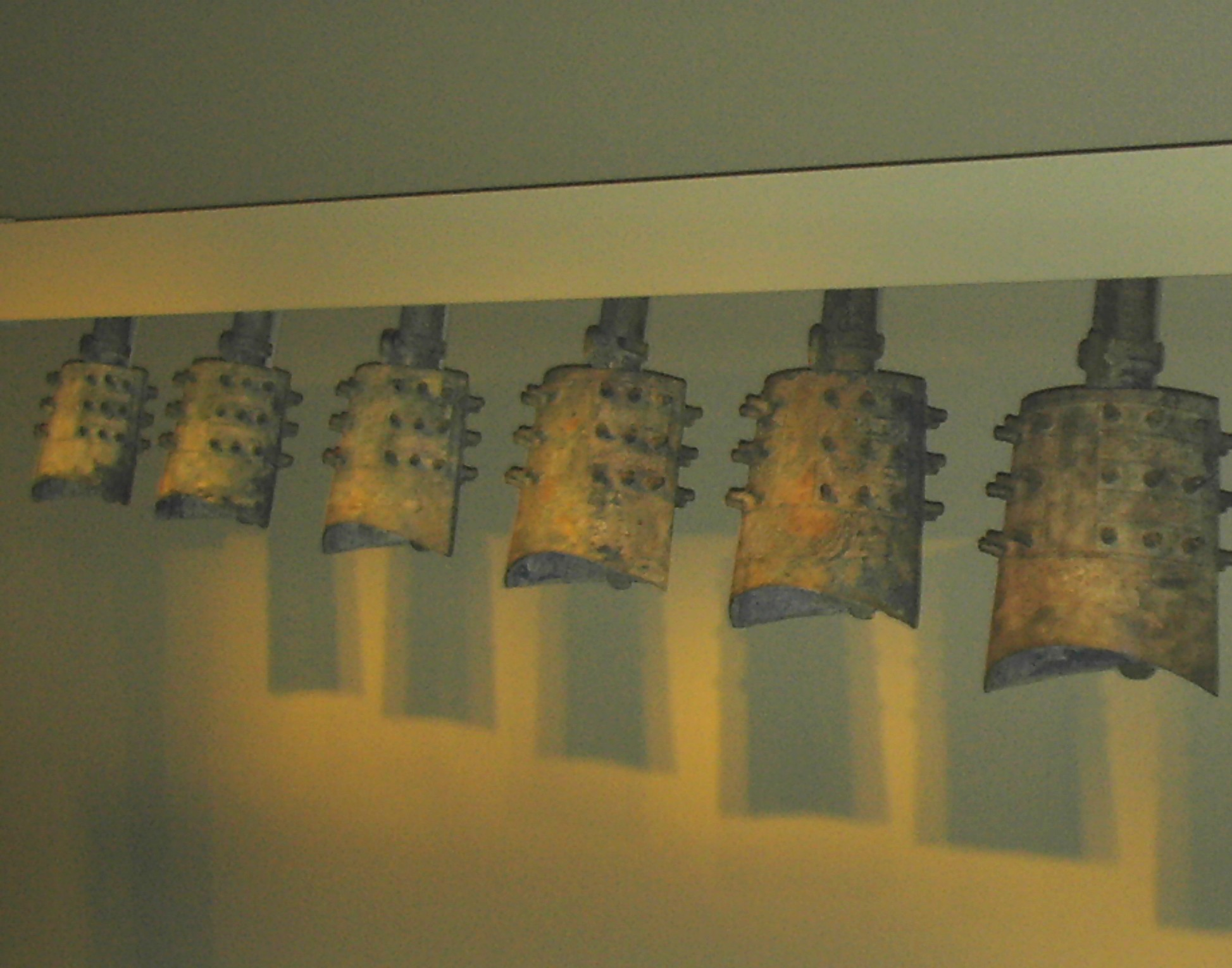
Carillon de six cloches yongzhong à suspension inclinée, VIe siècle av. J.-C., Freer and Sackler Galleries, Washington D.C.
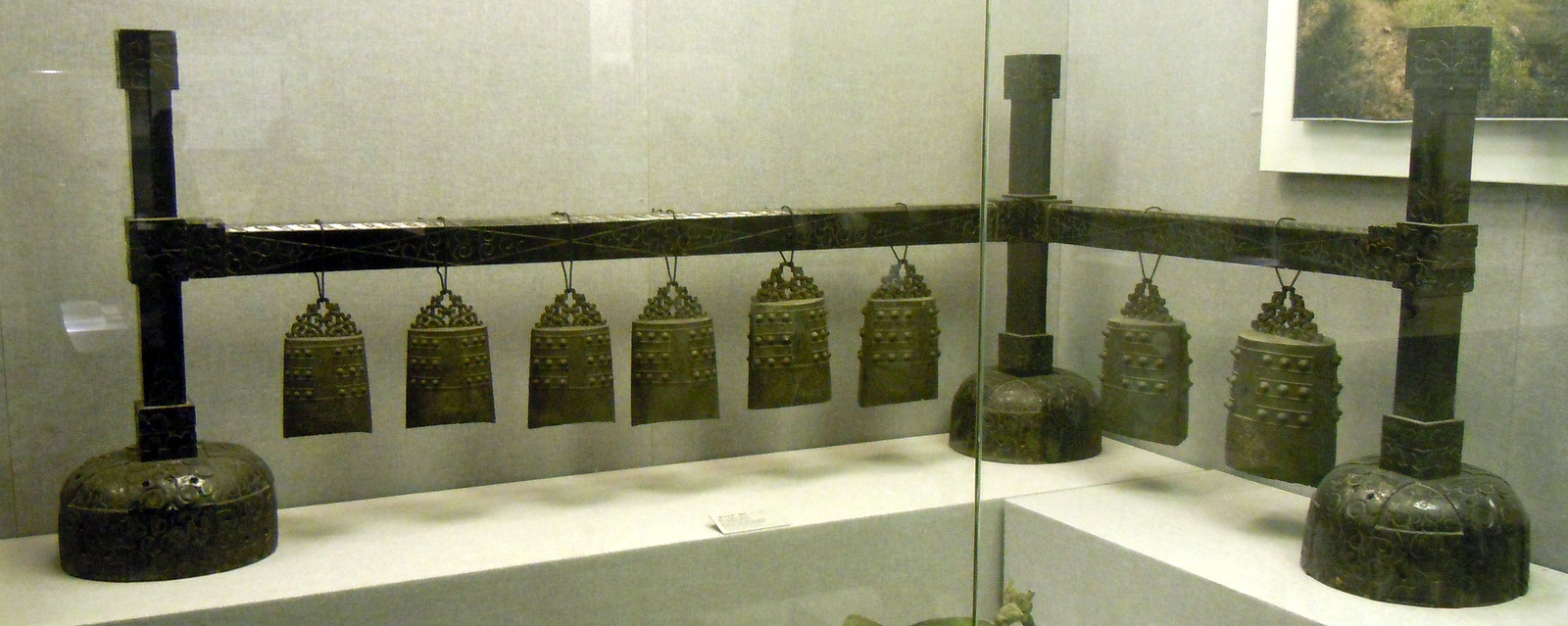
Carillon de cloches bo, tombe de Hougudui (xian de Gushi, Henan), Ve siècle av. J.-C.

Enfin, d'autres types d'objets en bronze sont connus de façon marginale, comme des coffrets rectangulaires à décor complexe et surmontés d'animaux en haut-relief, mis au jour dans des tombes de Shangguo (Shanxi, ancien Jin).

### L'art du jade

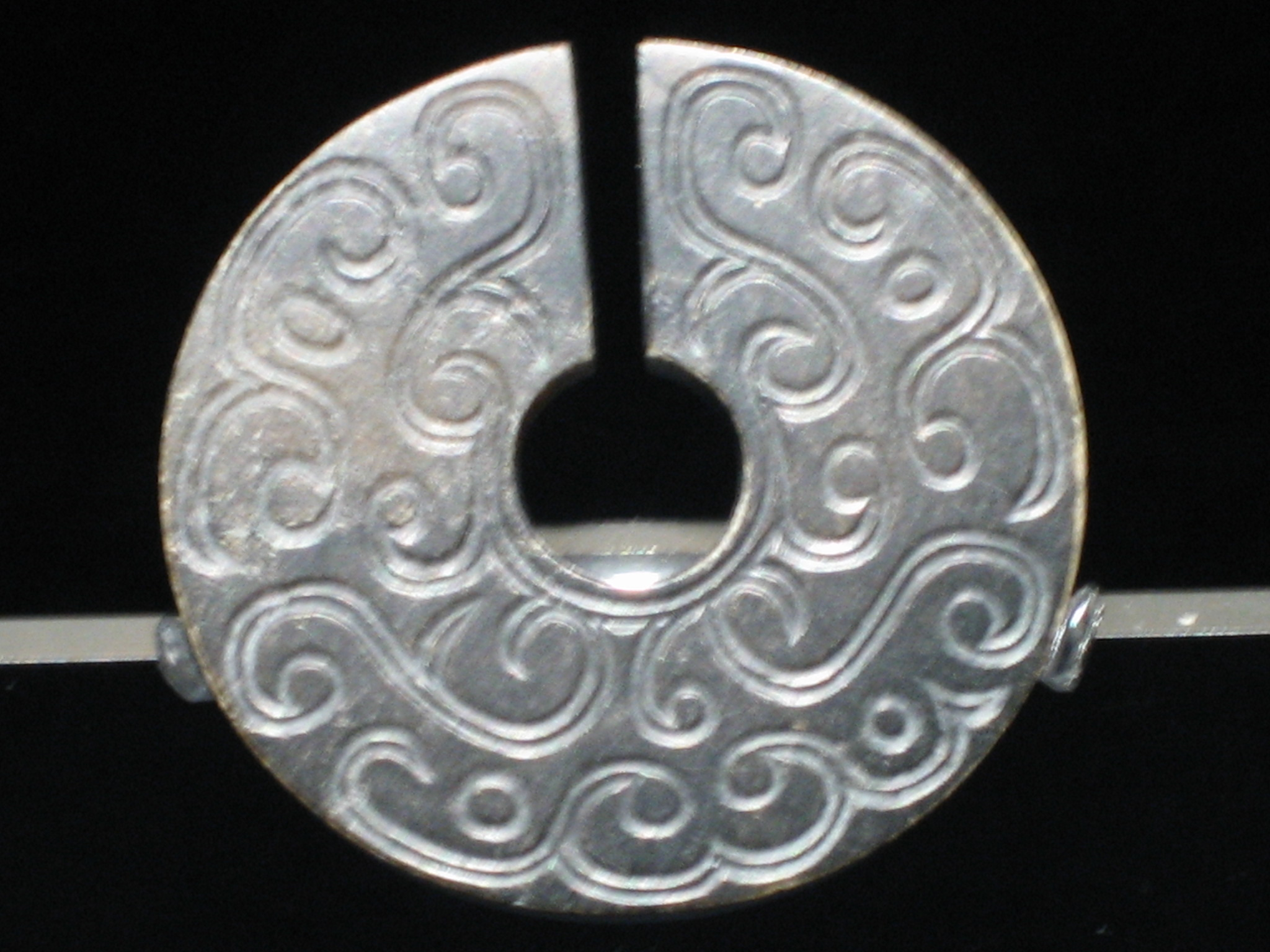
Disque percé bi gravé de motifs curvilignes, musée de Shanghai.

Le jade est un matériau très prestigieux dans la Chine antique, disposant d'un statut plus élevé que les métaux précieux, car on lui attribue des propriétés apotropaïques. Les tombes des élites ont livré de nombreux objets en jade, de couleurs variées : vert pâle, vert foncé, blanc ivoire, jaune. Le travail de ce matériau semble avoir connu un perfectionnement et un développement à partir du VIe siècle. La tombe du duc Jing de Qin à Nanzhihui contenait plus de 600 de ces objets, notamment des objets rituels tels que les disques percés bi et les sceptres zhang, mais aussi des pendentifs et ornements divers de forme anguleuse, comme des crochets, ou d'autres en forme de poissons. Ils sont décorés par des motifs linéaires gravés, parfois des entrelacs, inspirés manifestement de la métallurgie. Les jades de Chu sont quant à eux finement ciselés, décorés notamment de torsades.

### Généralités sur la Chine ancienne
- Flora Blanchon, Arts et histoire de Chine : Volume 1, Paris, Presses Universitaires de Paris-Sorbonne, 1993
- Jacques Gernet, La Chine ancienne, Paris, PUF, coll. « Que sais-je ? », 2005, 10e éd.
- (en) Michael Loewe et Edward L. Shaughnessy (dir.), The Cambridge History of Ancient China, From the Origins of Civilization to 221 BC, Cambridge, Cambridge University Press, 1999
- (en) Li Feng, Early China : A Social and Cultural History, New York, Cambridge University Press, 2013, 367 p. (ISBN 978-0-521-71981-0)

### Histoire, institutions et société
- Henri Maspero, La Chine antique, Paris, PUF, coll. « Dito », 1985 (1re éd. 1927)
- (en) Cho-Yun Hsu, « The Spring and Autumn Period », dans Michael Loewe et Edward L. Shaughnessy (dir.), The Cambridge History of Ancient China, From the Origins of Civilization to 221 BC, Cambridge, Cambridge University Press, 1999, p. 545-586
- (en) Mark Edward Lewis, « The City-State in Spring-and-Autumn China », dans Morgens Herman Hansen (dir.), A Comparative Study of Thirty City-State Cultures: An Investigation, Copenhague, C.A. Reitzels Forlag, 2000, p. 359-374
- Alain Reynaud, Une géohistoire, la Chine des Printemps et des Automnes, Montpellier, GIP Reclus, coll. « Géographiques », 1992

### Art et archéologie
- Rites et festins de la Chine antique, Bronzes du Musée de Shanghai, Paris, Paris Musées, 1998
- Danielle Elisseeff, La Chine du Néolithique à la fin des Cinq Dynasties (960 de notre ère), Paris, RMN, coll. « Manuels de l'école du Louvre », 2008
- (en) Lothar von Falkenhausen, « The Waning of the Bronze Age: Material Culture and Social Developments, 770-481 B.C. », dans Michael Loewe et Edward L. Shaughnessy (dir.), The Cambridge History of Ancient China, From the Origins of Civilization to 221 BC, Cambridge, Cambridge University Press, 1999, p. 450-544
- (en) Lothar von Falkenhausen, Chinese society in the age of Confucius (1000-250 BC) : The archaeological evidence, Los Angeles, Cotsen institute of archaeology, University of California Press, coll. « Ideas, debates and perspectives », 2006
- (en) Li Xueqin (trad. K. C. Chang), Eastern Zhou & Qin Civilization, New Haven et Londres, Yale University Press, coll. « Early Chinese Civilizations Series », 1985
- Alain Thote, « L'archéologie de Qin et de Chu à l'époque des Printemps et Automnes (770-481 avant notre ère) », dans Chine, la gloire des empereurs, Paris, Paris Musées, 2000, p. 124-158
- (en) Lu Liancheng, « The Eastern Zhou and the Growth of Regionalism », dans Kwang-chih Chang et Pingfang Xu (dir.), The Formation of Chinese Civilization: An Archaeological Perspective, New Haven, Yale University and New World Press, 2005, p. 203-247

### Religion et pensée
- John Lagerwey (dir.), Religion et société en Chine ancienne et médiévale, Paris, Éditions du Cerf - Institut Ricci, coll. « Patrimoines Chine », 2009
- (en) John Lagerwey et Marc Kalinowski (dir.), Early Chinese Religion, Part One : Shang through Han (1250 BC-220 AD), Leyde et Boston, Brill Academic Pub, 2009